# 26. April
Der 26. April ist der 116. Tag des gregorianischen Kalenders (der 117. in Schaltjahren), somit bleiben 249 Tage bis zum Jahresende.

## Ereignisse

### Politik und Weltgeschehen

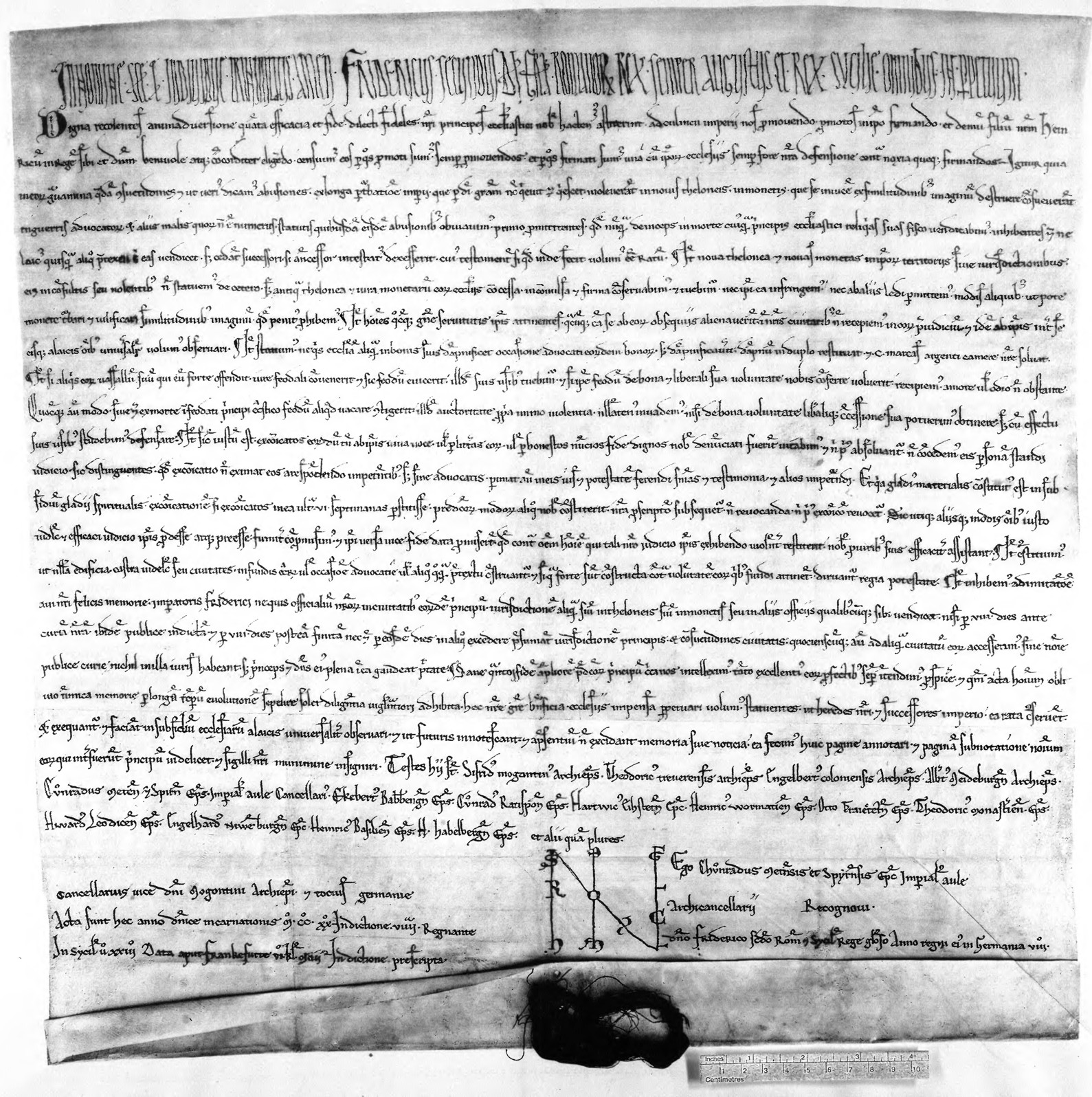
1220: Urkunde des Confoederatio

- 1457 v. Chr.: Die Schlacht bei Megiddo findet statt; sie ist die vermutlich am ausführlichsten dargestellte kriegerische Auseinandersetzung im alten Ägypten.
- 1220: Als Zugeständnis für die Wahl seines Sohnes Heinrich zum römisch-deutschen König erlässt Staufer-Kaiser Friedrich II. die Confoederatio cum principibus ecclesiasticis und übergibt den Bischöfen damit wesentliche Königsrechte.
- 1315: König Robert the Bruce eröffnet in Ayr das erste schottische Parlament.
- 1326: Nachdem trotz eines Waffenstillstands zwischen Schottland und England im Schottischen Unabhängigkeitskrieg mehrere Schiffe von englischen Freibeutern gekapert worden sind, erneuert der schottische König Robert the Bruce die seit dem 12. Jahrhundert bestehende Auld Alliance mit Frankreich.

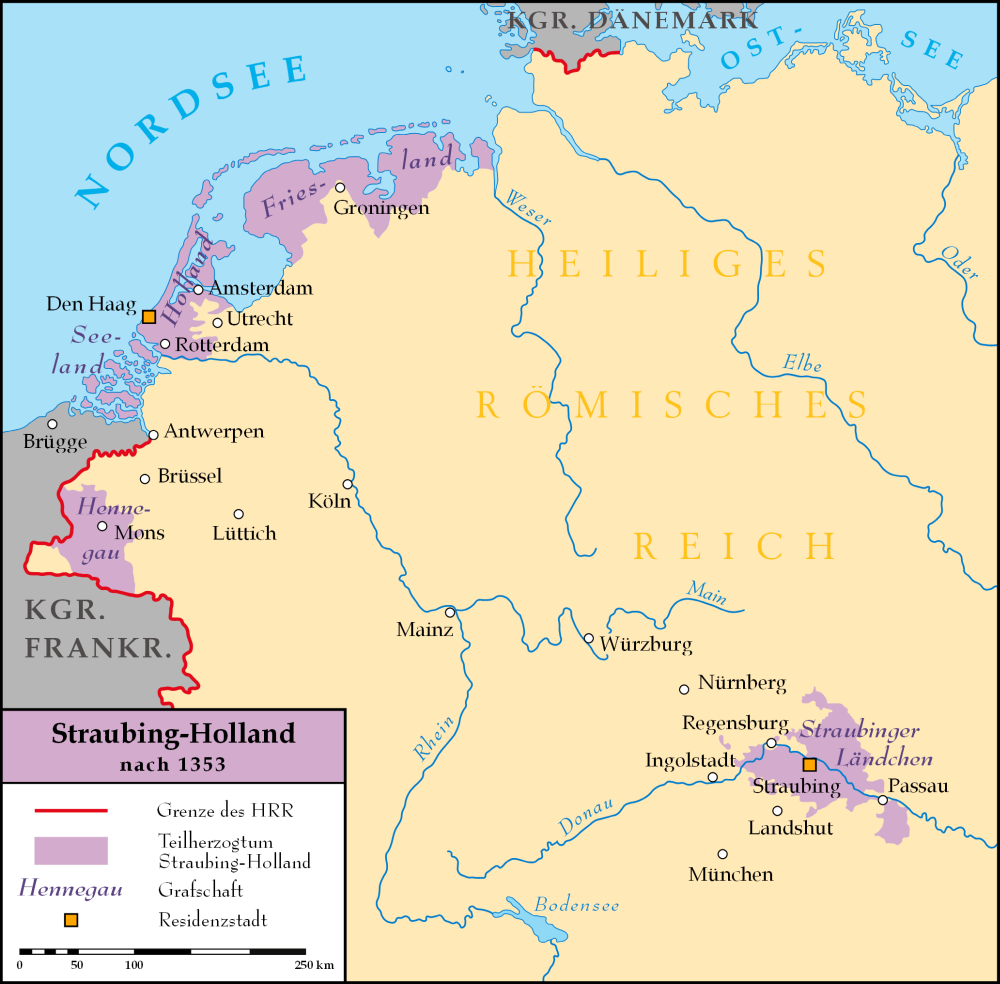
1429: Das Herzogtum Straubing-Holland vor dem Preßburger Schiedsspruch

- 1429: Im Preßburger Schiedsspruch verfügt der römisch-deutsche König Sigismund die Verteilung des Herzogtums Straubing-Holland an die anderen wittelsbachischen Herzogtümer Bayern-München, Bayern-Landshut und Bayern-Ingolstadt.
- 1478: Auf Lorenzo und Giuliano di Piero de’ Medici, die de-facto-Herrscher von Florenz, wird während eines Gottesdienstes von einer Gruppe Adeliger um Francesco de’ Pazzi und Girolamo Riario ein Attentat verübt. Giuliano verliert sein Leben, während Lorenzo der Pazzi-Verschwörung entkommt.
- 1607: Drei Schiffe der Virginia Company of London erreichen die Chesapeake Bay, wo am 14. Mai an der Mündung des James River die erste englische Siedlung Jamestown in der Kolonie Virginia gegründet wird.
- 1807: Nach der unentschiedenen Schlacht bei Preußisch Eylau im Februar beschließen Russland und Preußen im Vertrag von Bartenstein, den gemeinsamen Kampf gegen Napoleon Bonaparte fortzuführen.
- 1860: Mit dem Frieden von Tetuan endet der Spanisch-Marokkanische Krieg. Das unterlegene Marokko muss eine Entschädigung an Spanien leisten, das bis zur Zahlung die Stadt Tétouan als Faustpfand behält.

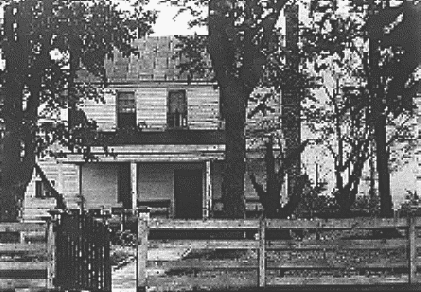
1865: Die Garrett-Farm, auf der Booth erschossen wurde

- 1865: Der Mörder von US-Präsident Abraham Lincoln, John Wilkes Booth, wird in einer Scheune in Virginia von Unionssoldaten umzingelt und erschossen. Sein Mitverschwörer David Harold ergibt sich den Soldaten.
- 1865: 17 Tage nach der Kapitulation von General Robert Edward Lee kapituliert am Ende des Sezessionskrieges auch General Joseph E. Johnston mit seiner Army of Tennessee vor dem Unionsgeneral William T. Sherman bei Durham Station, North Carolina.
- 1886: Mit dem von Kaiser Wilhelm I. unterzeichneten Ansiedlungsgesetz für die früher zu Polen gehörenden Ostprovinzen Preußens soll der Anteil einheimischer Bauern reduziert werden. Behördliche Enteignungen stärken jedoch stattdessen den polnischen Nationalismus.
- 1915: Im geheim gehaltenen Londoner Vertrag geht Italien ein Bündnis mit Großbritannien, Frankreich und Russland ein. Für seinen Kriegseintritt gegen die Mittelmächte im Ersten Weltkrieg werden ihm große Gebietsgewinne nach Kriegsende in Aussicht gestellt.
- 1919:  Eine Landesversammlung verabschiedet die Verfassung des demokratischen Volksstaats Württemberg, der nach der Novemberrevolution aus dem Königreich Württemberg hervorgegangen ist.

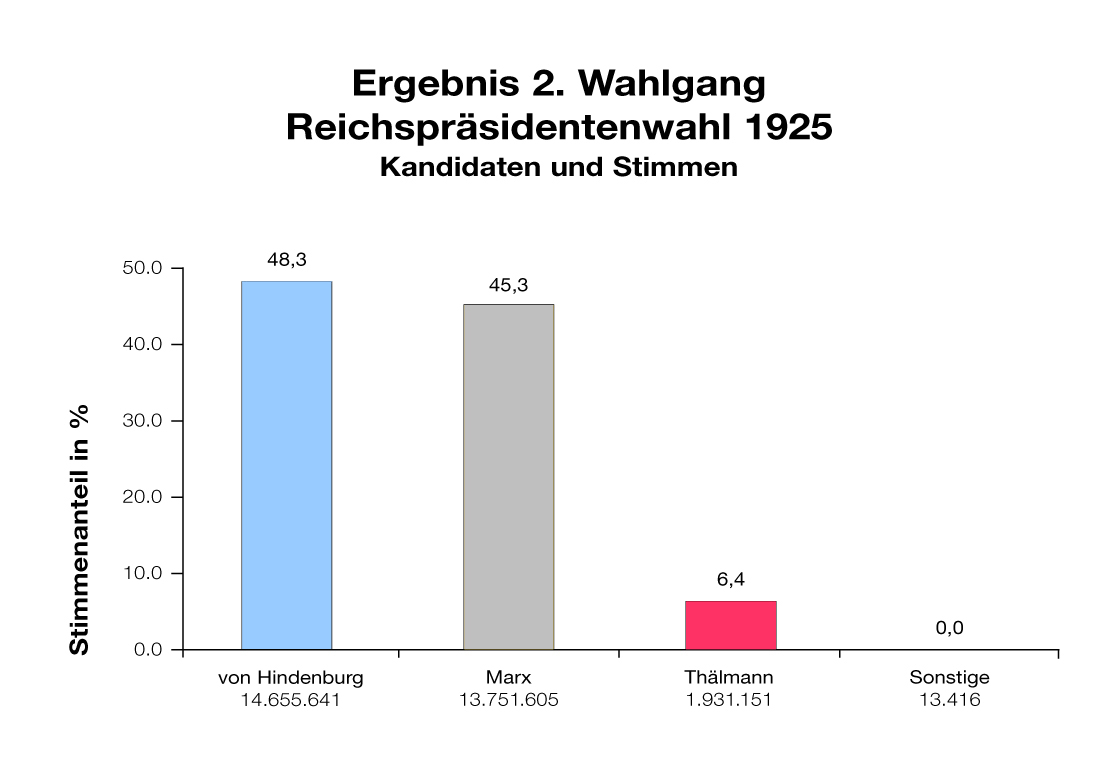
1925: Ergebnis des 2. Wahlgangs

- 1925: Im zweiten Wahlgang der Reichspräsidentenwahl wird der Kandidat des Reichsblocks, der frühere Generalfeldmarschall Paul von Hindenburg, als Nachfolger des verstorbenen Sozialdemokraten Friedrich Ebert zum zweiten Reichspräsidenten der Weimarer Republik gewählt. Der 78-jährige Hindenburg erhält 14,7 Millionen Stimmen. Auf Wilhelm Marx, den Kandidaten des Zentrums und der Sozialdemokratie, entfallen 13,8 Millionen, auf Ernst Thälmann, den Kandidaten der KPD, 1,9 Millionen.
- 1933: Ein Erlass des kommissarischen preußischen Innenministers Hermann Göring führt zur Bildung des Geheimen Staatspolizeiamtes, der Keimzelle der später auf das gesamte Reich ausgeweiteten Gestapo.

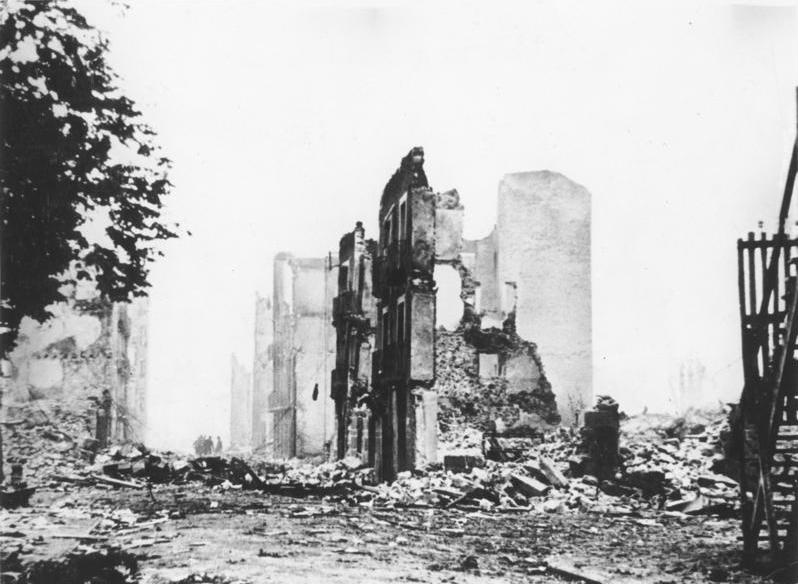
1937: Das zerstörte Gernika

- 1937: Die baskische Stadt Gernika wird im Spanischen Bürgerkrieg bei einem von der deutschen Legion Condor unter Wolfram von Richthofen und dem italienischen Corpo Truppe Volontarie ausgeführten Luftangriff völlig zerstört. Das vorgebliche militärische Ziel, die Rentería-Brücke, bleibt jedoch unbeschädigt. Das Kriegsverbrechen inspiriert Pablo Picasso zu seinem Monumentalgemälde Guernica.
- 1942: In der Krolloper findet die letzte Reichstagssitzung im Dritten Reich statt. Adolf Hitler wird per Beschluss nun auch Oberster Gerichtsherr, ohne an bestehende Rechtsvorschriften gebunden zu sein. Wohl und Wehe jedes Deutschen hängt formell am Führerbefehl, gegen den es keine rechtsstaatlichen Mittel mehr gibt. Die Gleichschaltung des Reiches ist damit abgeschlossen.
- 1945: Der letzte größere deutsche Panzerangriff des Zweiten Weltkriegs, die seit dem 21. April tobende Schlacht um Bautzen, führt zur Rückeroberung der Stadt durch die deutsche Wehrmacht unter Hermann von Oppeln-Bronikowski.
- 1945: Die Rote Armee erobert die Stadt Stettin, britische Truppen nehmen Bremen ein.
- 1945: Aus dem Raum Bad Belzig treten drei improvisierte Divisionen der 12. Armee (Gen. Wenck) zu einer Offensive gegen die Rote Armee an. Das von Wenck eigenmächtig festgelegte Ziel des letzten Angriffs deutscher Truppen im Zweiten Weltkrieg ist die Befreiung der im Kessel von Halbe eingeschlossenen 9. Armee (Gen. Theodor Busse) sowie der Besatzung von Potsdam und die Evakuierung der Verwundeten in den Beelitzer Heilstätten.
- 1946: Douglas MacArthur erlässt eine Neufassung der Tokio Charta. Sie ist Grundlage für die Tokioter Prozesse.
- 1960: Nach mehrtägigen Demonstrationen gegen seinen autokratischen Regierungsstil und vermutete Wahlmanipulationen tritt Rhee Syng-man als Präsident Südkoreas zurück.

1964: Lage Tansanias

- 1964: Die Republik Tanganjika vereinigt sich mit dem Inselstaat Sansibar zu einem ab dem 1. November Vereinigte Republik Tansania genannten Land. Präsident wird der bisherige Präsident Tanganjikas, Julius Nyerere.

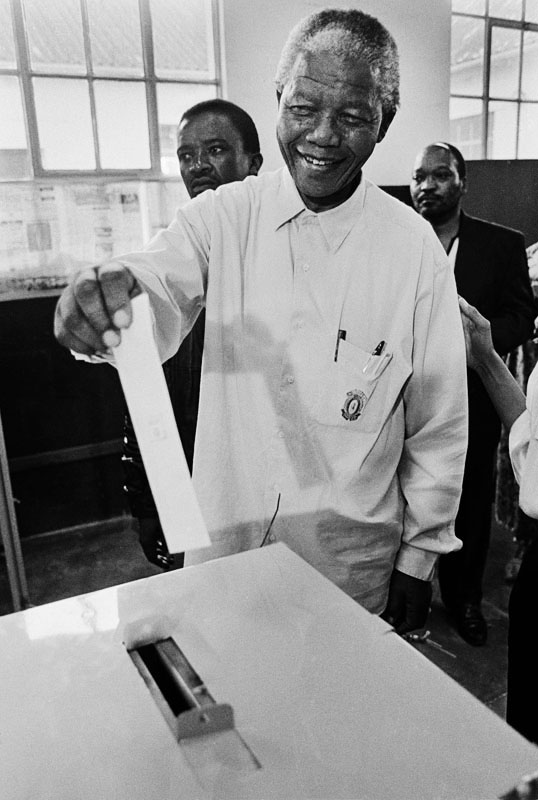
1994: Nelson Mandela bei der Stimmabgabe

- 1994: In Südafrika beginnen die ersten freien Wahlen nach dem Ende des Apartheid-Regimes. Sie dauern bis zum 29. April.
- 1997: Bundespräsident Roman Herzog hält seine vielbeachtete Ansprache, die wegen der Formulierung Durch Deutschland muss ein Ruck gehen! als Ruck-Rede bekannt wird.
- 1998: Weihbischof Juan Gerardi Conedera, der Leiter des kirchlichen Menschenrechtsbüros, wird in Ciudad de Guatemala erschlagen, nachdem er zwei Tage zuvor einen Bericht über die während des Guatemaltekischen Bürgerkriegs verübten Verbrechen der Militärdiktatur vorgelegt hat.

### Wirtschaft
- 1935: In Berlin wird die erste Welt-Hunde-Ausstellung mit 124 Rassen aus 15 Ländern eröffnet. Die Ausstellung gilt als die weltweit größte ihrer Art.
- 1956: Die Ideal X, das erste Containerschiff der Welt für den Transport von ISO-Containern, verladen von der Sea-Land Corporation Ltd., verlässt Newark, New Jersey, auf dem Weg nach Houston, Texas.
- 1965: Die Deutsche Bundesbank gibt Banknoten über 500 Deutsche Mark aus. Auf ihrer Rückseite ist als Symbol für Ritterlichkeit die Burg Eltz abgebildet.
- 1965: In Rio de Janeiro beginnt das private brasilianische TV-Netzwerk Rede Globo sein Fernsehprogramm. Schwerpunkt sind neben Nachrichten Sportübertragungen und Telenovelas.

### Wissenschaft und Technik
- 1506: Die erste Brandenburgische Landesuniversität, die Universität Viadrina in Frankfurt (Oder) mit vier Fakultäten wird feierlich eröffnet. Schon im ersten Jahr ihres Wirkens immatrikulieren sich dort über 900 Studenten aus den deutschen Gebieten und aus Polen, Schweden, Norwegen und Dänemark.

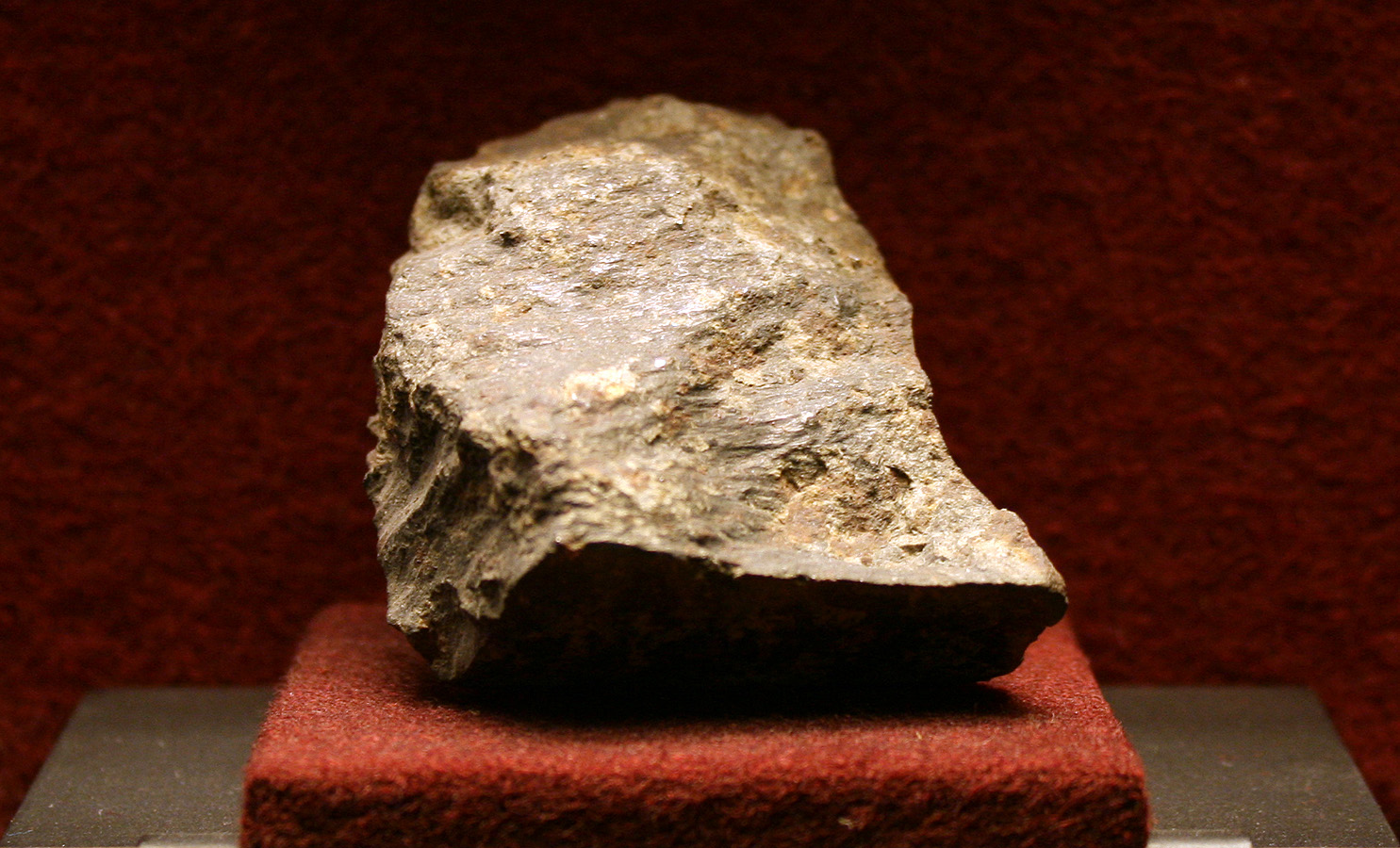
1803: Bruchstück des Meteoriten von L’Aigle

- 1803: Bei L’Aigle in der Normandie regnet es Steine vom Himmel. Die französische Akademie der Wissenschaften muss danach einräumen, dass ihre bisherigen Zweifel an der außerirdischen Herkunft früherer Meteorsteine falsch waren.
- 1865: Der italienische Astronom Annibale De Gasparis entdeckt im Asteroidengürtel den Asteroid 83 (Beatrix) und benennt ihn nach Dantes Jugendliebe Beatrice Portinari.
- 1920: Die Shapley-Curtis-Debatte in Washington löst ein neues Verständnis zur Natur von Galaxien und der Größe des Universums unter Astronomen aus.

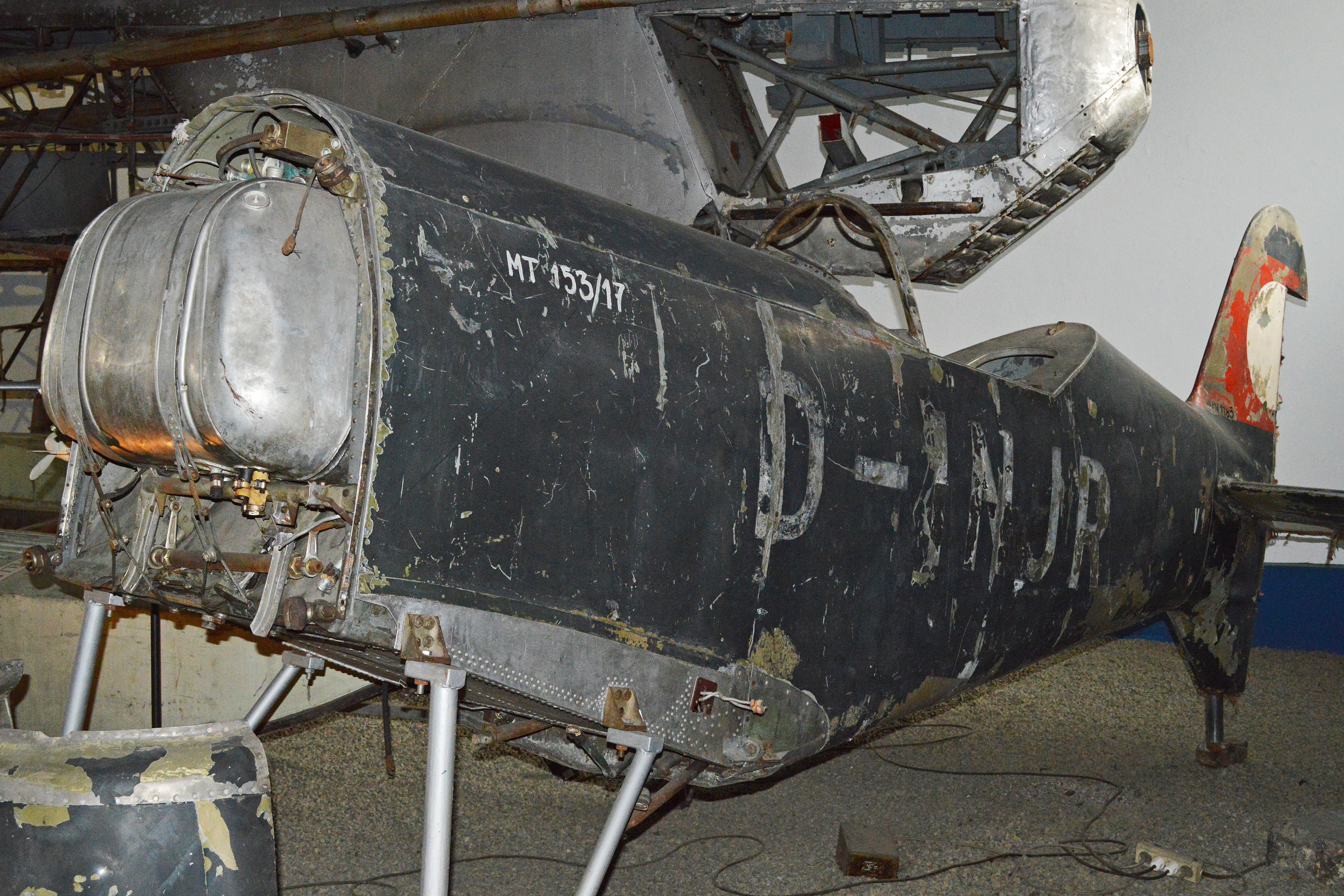
1939: Me 209 V1

- 1939: Mit der von Robert Lusser konstruierten Messerschmitt Me 209 stellt Fritz Wendel über einer Messstrecke zwischen Augsburg und Buchloe einen neuen Geschwindigkeits-Weltrekord für kolbenmotorgetriebene Flugzeuge von 755,138 km/h auf, der bis 1969 Bestand hat.

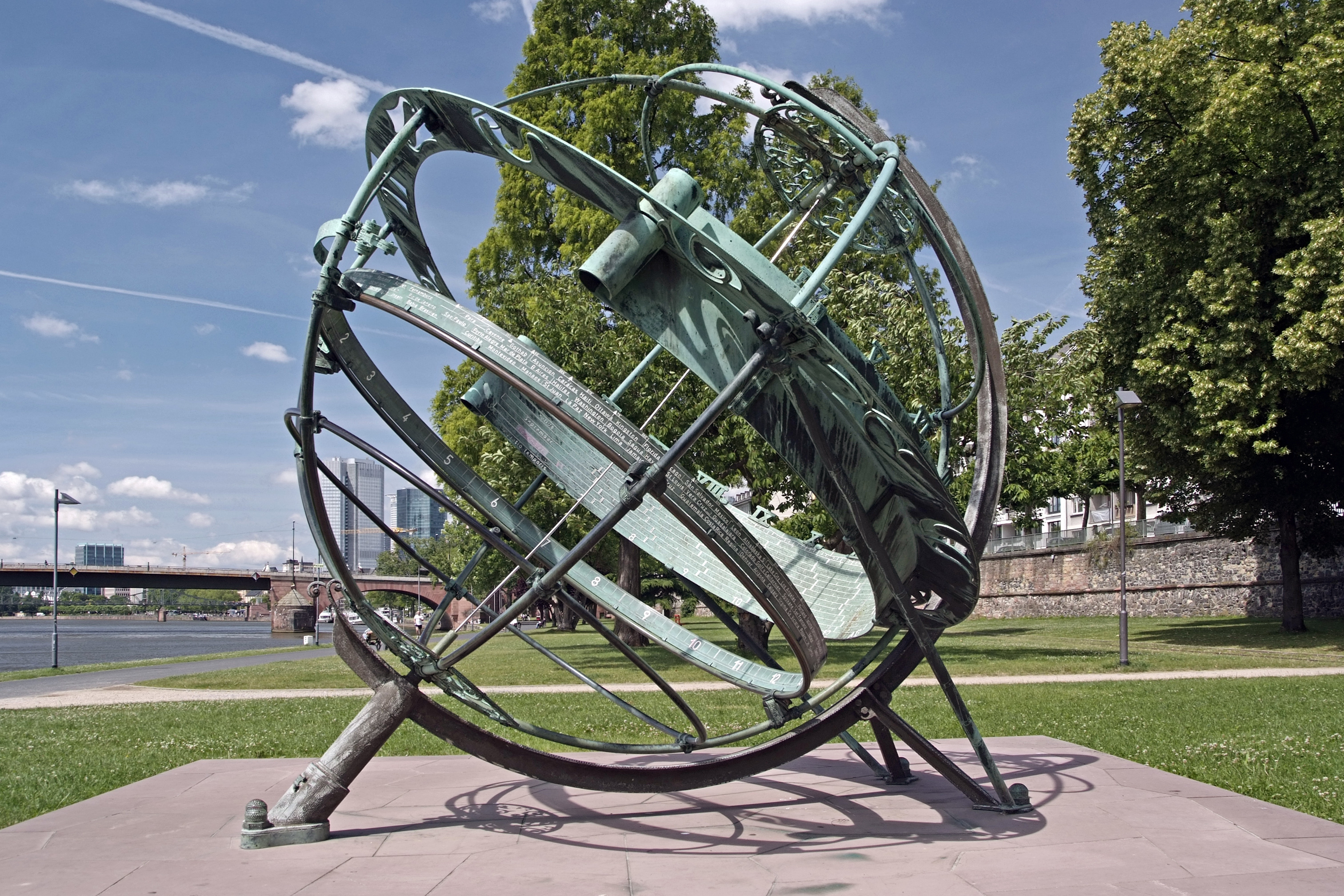
1951: Die Frankfurter Äquatorialsonnenuhr

- 1951: In Frankfurt am Main wird die vom Uhrmacher Lothar M. Loske entworfene und von den Heddernheimer Metallwerken in zweijähriger Bauzeit ausgeführte Äquatorialsonnenuhr eingeweiht. Sie gilt als die größte Sonnenuhr ihrer Art in der Welt.

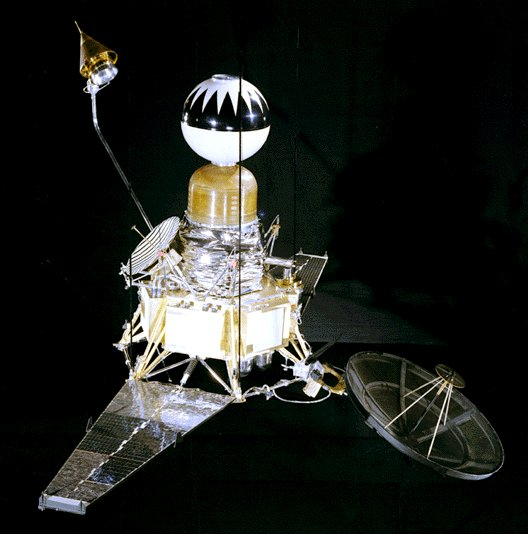
1962: Ranger 4

- 1962: Während des Wettlaufs zum Mond erreicht mit Ranger 4 zum ersten Mal eine US-amerikanische Raumsonde den Mond, allerdings ohne vor dem planmäßigen Zerschellen an der Oberfläche Bilder übermitteln zu können.
- 1989: Die deutsche Bundesregierung genehmigt den Aufbau einer Deutschen Agentur für Raumfahrtangelegenheiten (DARA).

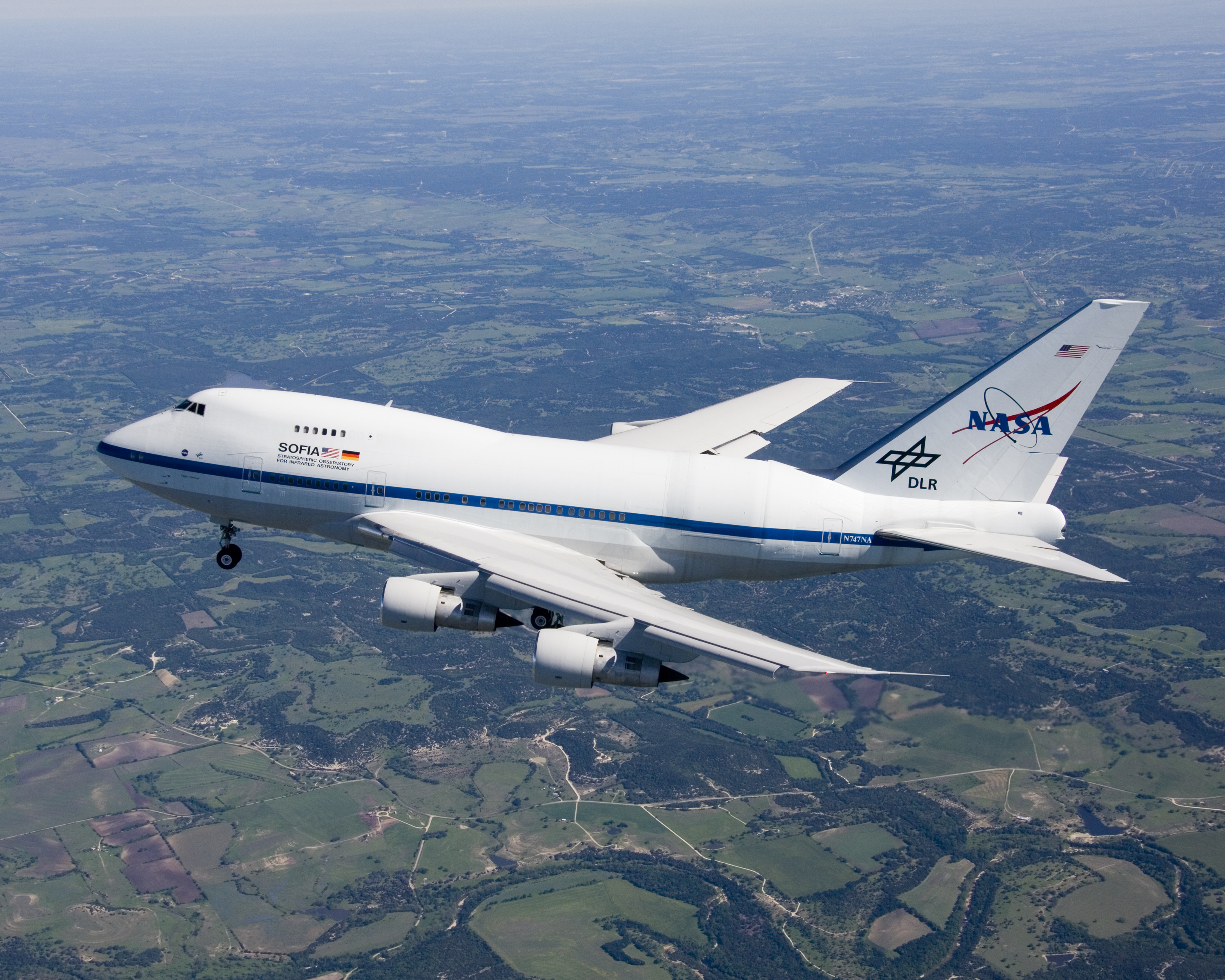
2007: SOFIA-Erstflug

- 2007: Das fliegende Teleskop Stratosphären-Observatorium für Infrarot-Astronomie (SOFIA) als Nachfolger des bis 1995 operierenden Kuiper Airborne Observatory hat seinen Erstflug.

### Kultur
- 1767: Am Burgtheater in Wien erfolgt die Uraufführung der Oper L’amore artigiano (Handwerkerliebe) von Florian Leopold Gassmann, die bald in ganz Europa aufgeführt wird.
- 1779: Wolfgang Amadeus Mozart vollendet seine Sinfonie (Ouverture) in G-Dur, KV 318.

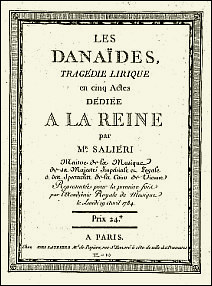
1784: Les Danaïdes, Pariser Erstdruck

- 1784: Die der französischen Königin Marie Antoinette gewidmete tragédie lyrique Les Danaïdes von Antonio Salieri auf einen Text von François Bailly du Roullet und Louis Théodore Baron de Tschudi, nach einer italienischen Vorlage von Ranieri de’ Calzabigi, wird mit großem Erfolg in Paris uraufgeführt.

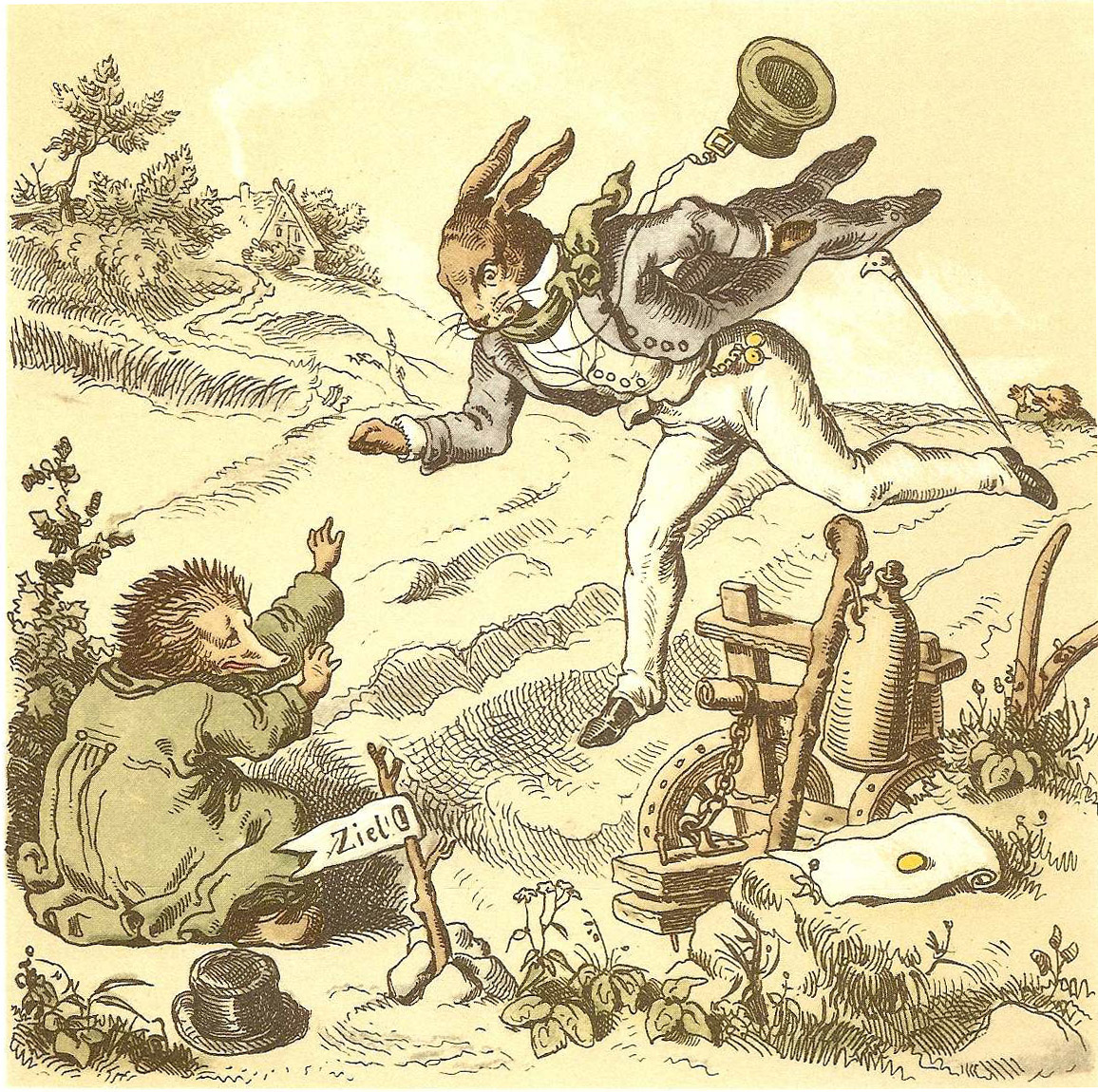
1840: „Ick bün all dor“

- 1840: Wilhelm Schröders Dat Wettlopen twischen den Haasen un den Swinegel op de lütje Haide bi Buxtehude (Der Wettlauf zwischen dem Hasen und dem Igel auf der kleinen Heide bei Buxtehude) in niederdeutscher Sprache wird im Hannoverschen Volksblatt erstmals veröffentlicht. Drei Jahre später wird es von den Brüdern Grimm als Nummer 187 in ihre Märchensammlung übernommen.
- 1862: Der Uraufführung der ursprünglich für das Theater an der Wien geschriebenen und für das Theater am Franz-Josefs-Kai in Wien adaptierten Operette Die Kartenschlägerin von Franz von Suppè ist kein Erfolg beschieden.
- 1912: Im Piper Verlag erscheint der Almanach Der Blaue Reiter, herausgegeben von Wassily Kandinsky und Franz Marc. Mäzene des Vorhabens sind der Kunstsammler Bernhard Koehler, der Verleger Reinhard Piper und der Kunsthistoriker Hugo von Tschudi.

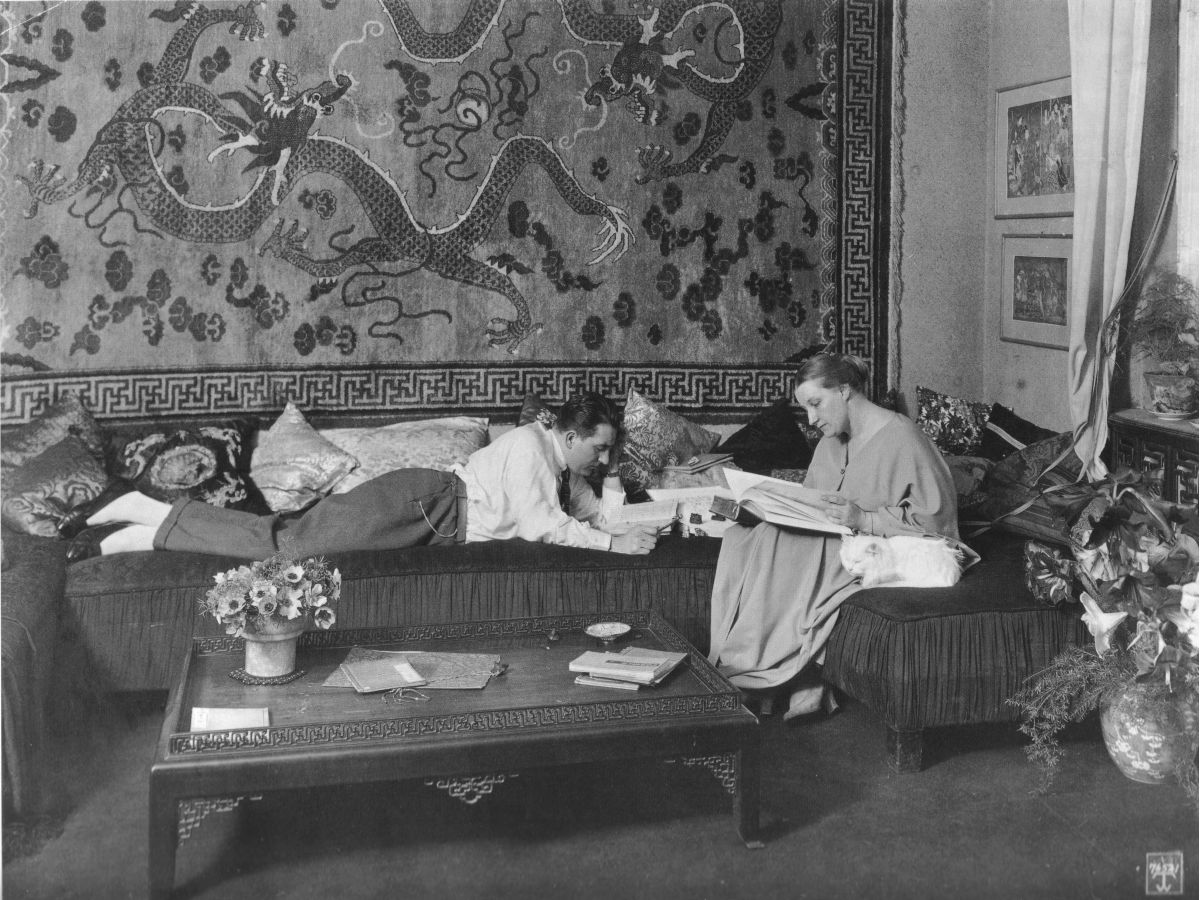
1924: Fritz Lang und Thea von Harbou

- 1924: Die Uraufführung des zweiten und letzten Teils des Stummfilms Die Nibelungen, Kriemhilds Rache, von Fritz Lang und Thea von Harbou findet im Ufa-Palast am Zoo in Berlin statt und wird ein großer Publikumserfolg. Neben den darstellerischen Leistungen werden vor allem die Spezialeffekte Eugen Schüfftans gelobt, die dieser mit dem von ihm entwickelten Schüfftan-Verfahren auf die Leinwand bringt.

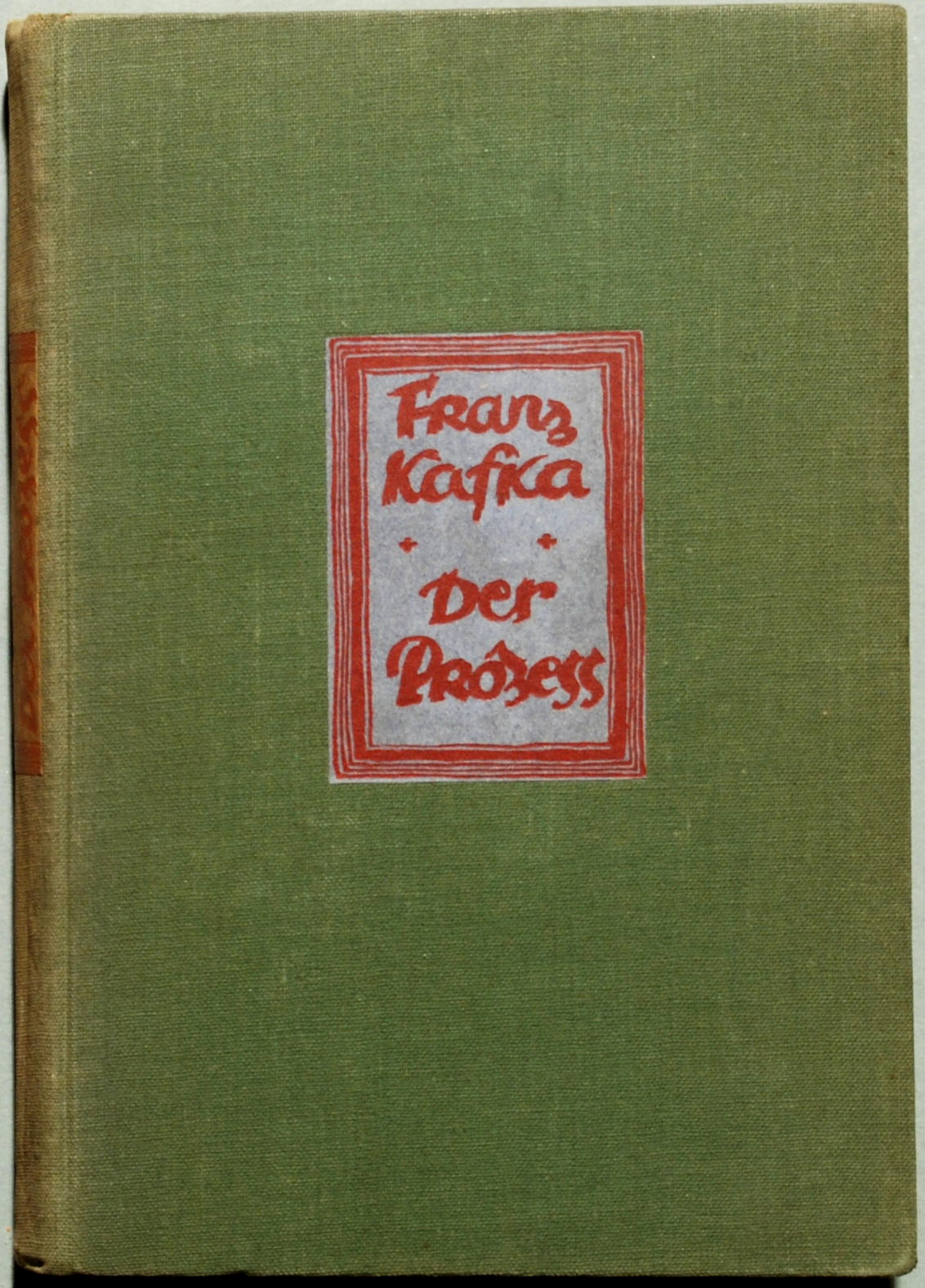
1925: Der Process, Verlagseinband

- 1925: Max Brod veröffentlicht als Nachlassverwalter seines ein Jahr zuvor verstorbenen Freundes Franz Kafka gegen dessen letzten Willen in Berlin das Romanfragment Der Process.
- 1958: Die vom Architekten Hugh Stubbins entworfene Berliner Kongresshalle wird als Geschenk von der Benjamin-Franklin-Stiftung an die Stadt, vertreten durch den Regierenden Bürgermeister Willy Brandt, übergeben.

### Gesellschaft

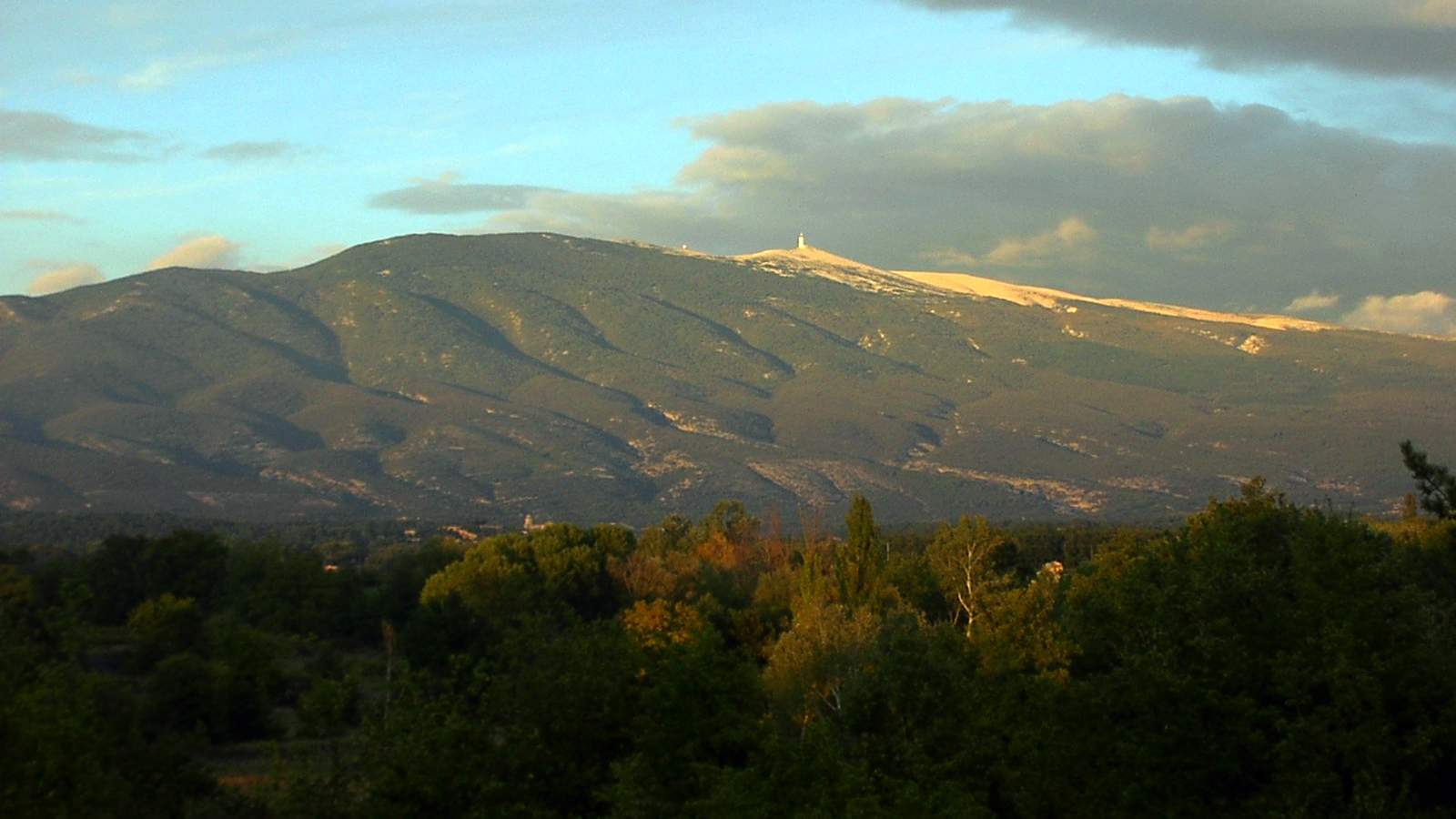
1336: Der Mont Ventoux

- 1336: Der Bericht über die Besteigung des Mont Ventoux in der Provence in einem Brief des Dichters Francesco Petrarca markiert den Beginn des touristischen Bergsteigens.
- 1923: Der britische Prinz und spätere König Georg VI. heiratet Elizabeth Bowes-Lyon. Nach dem Tod ihres Gatten im Jahr 1952 genoss sie als Queen Mum im Volk große Sympathie.
- 1996: Der am 25. März entführte Jan Philipp Reemtsma, Stifter und Vorstand des Hamburger Instituts für Sozialforschung, kommt nach einer Lösegeldzahlung seiner Verwandten wieder frei.

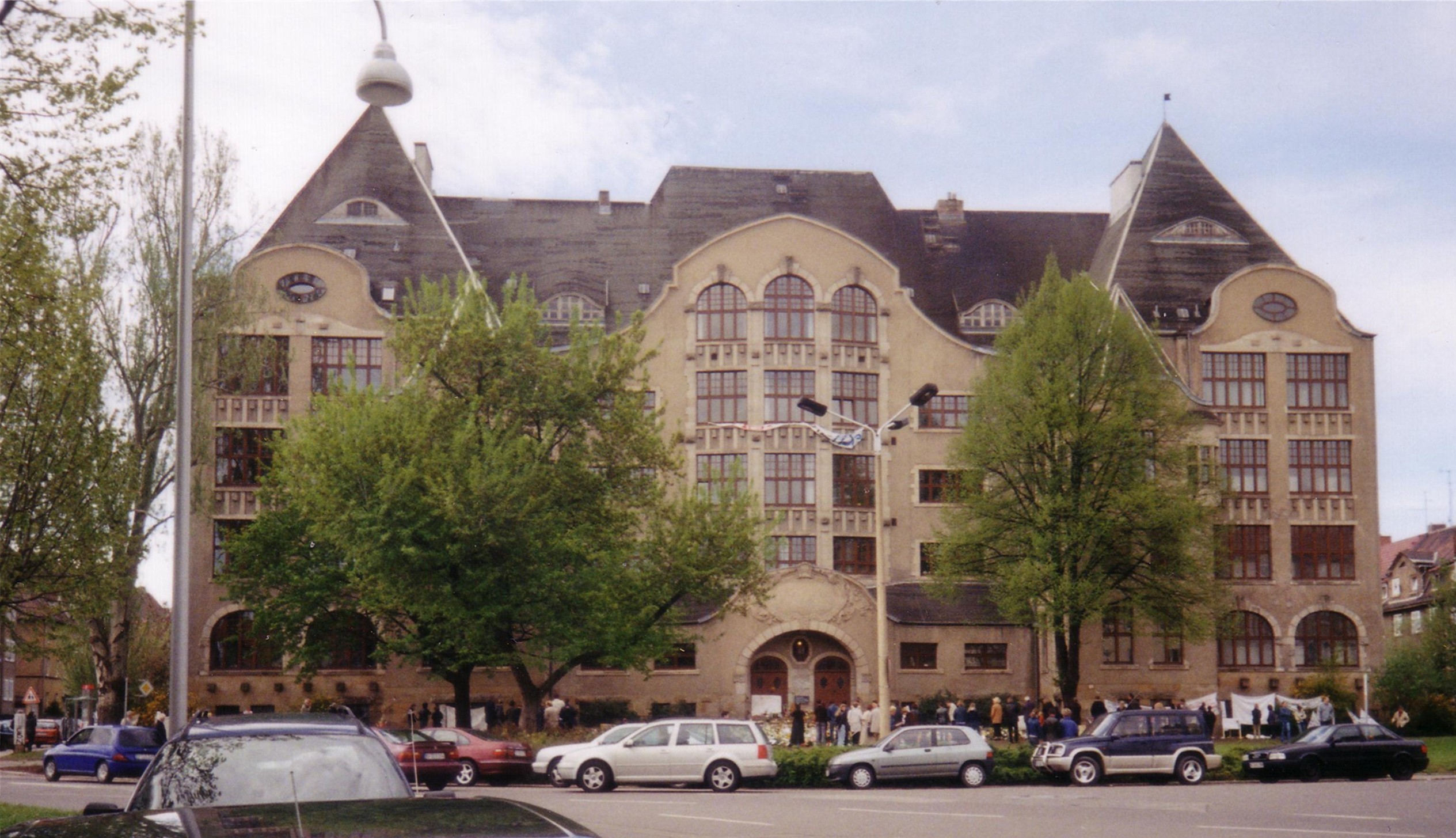
2002: Gutenberg-Gymnasium, Erfurt

- 2002: Robert Steinhäuser erschießt bei einem Amoklauf am Gutenberg-Gymnasium in Erfurt 16 Menschen sowie sich selbst.

### Religion
- 1518: In der Heidelberger Disputation, einem wissenschaftlichen Streitgespräch an der Universität Heidelberg, legt Martin Luther seine Theologia crucis dar. Spätere Reformatoren wie Martin Bucer, Erhard Schnepf, Franciscus Irenicus, Martin Frecht und Johannes Brenz sind unter den Zuhörern, die Luther mit seinen Thesen beeindruckt.
- 1977: Papst Paul VI. empfängt den Erzbischof von Canterbury, Donald Coggan, in Rom, um Gespräche zur Aussöhnung der römischen und anglikanischen Kirche zu führen.
- 2025: Im Rom findet die Begräbnisfeier für Papst Franziskus statt.

### Katastrophen
- 1717: Das von einem Hurrikan nahe Cape Cod auf Grund gesetzte Piratenschiff Whydah geht unter. Es reißt den größten bisher bekannten Piratenschatz mit sich in die Tiefe. 144 Mann der Besatzung sterben, unter ihnen der als Black Sam bekannte Kapitän Samuel Bellamy. Neun Mann überleben das Desaster, davon werden sechs später als Seeräuber gehängt.
- 1942: Das weltweit bisher schwerste Bergwerksunglück mit 1.549 Toten ereignet sich durch eine Explosion im Steinkohlebergwerk Benxihu in der Mandschurei, China.
- 1952: Der Schnelle Minensucher USS Hobson sinkt während eines Manövers im Atlantik nach der Kollision mit dem Flugzeugträger Wasp. Bei der Kollision der beiden US-amerikanischen Schiffe kommen 176 Besatzungsmitglieder der Hobson ums Leben, nur 61 können gerettet werden.
- 1966: Ein Erdbeben der Stärke 7,5 auf der Richterskala richtet starke Zerstörungen in der usbekischen Hauptstadt Taschkent an. Rund 300.000 Menschen werden obdachlos.

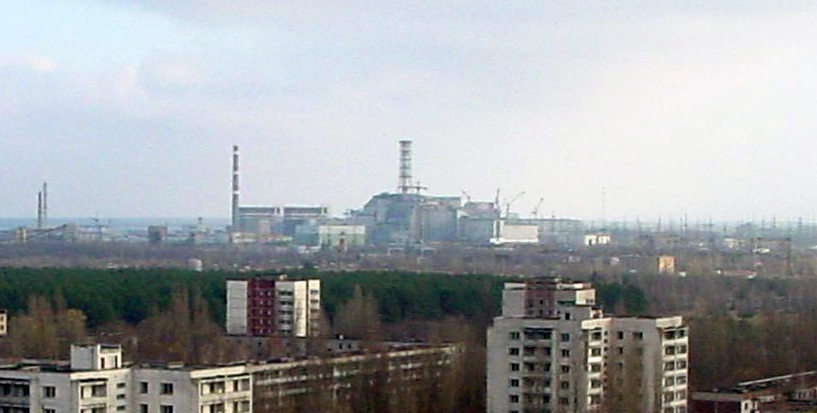
1986: Kernkraftwerk Tschernobyl

- 1986: Nahe der ukrainischen Stadt Prypjat ereignet sich mit der Nuklearkatastrophe von Tschernobyl der schwerste auslegungsüberschreitende Störfall („Super-GAU“) in der zivilen Nutzung der Kernenergie. Da die Informationsweitergabe nur sehr schleppend geschieht, werden hunderttausende Menschen der Strahlung ausgesetzt. Viele Orte innerhalb eines zehn Kilometer-Radius sind bis heute Geisterstädte.
- 1989: In Bangladesch richtet der Daulatpur-Saturia-Tornado große Zerstörung im Distrikt Manikganj an. Nach Schätzungen der Weltorganisation für Meteorologie war er mit etwa 1300 Todesopfern der gemessen an der Opferzahl schwerste Tornado aller Zeiten.
- 1994: Ein aus Taipeh kommender Airbus A300 der taiwanischen China Airlines stürzt beim Landeanflug auf Nagoya in Japan ab, wobei 264 Menschen sterben und 7 das Unglück überleben.

Kleinere Unglücksfälle sind in den Unterartikeln von Katastrophe und in der Liste von Katastrophen aufgeführt.

### Sport
- 1876: Im dänischen Kopenhagen wird der Kjøbenhavns Boldklub (KB), ein Fußball-, Cricket- und Tennisverein gegründet. Es ist der älteste Fußballverein Nordeuropas, der später durch die Fusion mit Boldklub 1903 (B1903) zum FC København (FCK) wird.
- 1903: Durch Abspaltung vom befreundeten Athletic Bilbao wird der spanische Fußballclub Atlético Madrid gegründet. Die beiden Mannschaften einigen sich darauf, vorläufig nicht miteinander zu konkurrieren.
- 1966: Das Internationale Olympische Komitee (IOC) vergibt in Rom die Austragung der Olympischen Sommerspiele 1972 nach München.
- 2000: Die Fußballnationalelf des 1994 in Andorra gegründeten Verbandes feiert ihren ersten internationalen Erfolg mit einem 2:0 über die Belarussische Fußballnationalmannschaft.

Einträge von Leichtathletik-Weltrekorden befinden sich unter der jeweiligen Disziplin unter Leichtathletik.

## Geboren

### Vor dem 18. Jahrhundert
- 0121: Mark Aurel, römischer Kaiser und Philosoph
- 1319: Johann II., König von Frankreich
- 1426: Margarethe von Rodemachern, deutsche Adelige und Büchersammlerin
- 1485: Sibylle von Baden, Markgräfin von Baden
- 1492: Philipp I., Graf von Nassau-Wiesbaden-Idstein
- 1526: Nikolaus Jagenteufel, deutscher lutherischer Theologe und Pädagoge
- 1526: Matthias Stoius, deutscher Mathematiker und Mediziner
- 1530: Meinhard von Schönberg, kurpfälzischer Feldmarschall und Amtmann

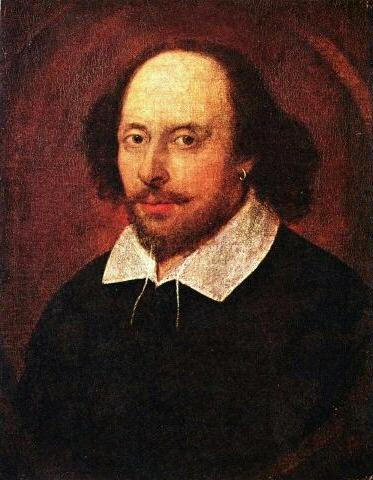
William Shakespeare (* 1564)

- 1564: William Shakespeare, englischer Dramatiker, Lyriker und Schauspieler (Taufdatum)
- 1575: Maria de’ Medici, Frau des französischen Königs Heinrich IV. und Regentin für Ludwig XIII.
- 1587: Ferdinando Gonzaga, zweiter Sohn des Herzogs Vincenzo I. Gonzaga von Mantua
- 1607: Magdalena Katharina von Pfalz-Zweibrücken, Pfalzgräfin und Herzogin von Pfalz-Birkenfeld
- 1648: Peter II., König von Portugal aus dem Hause Braganza
- 1668: Johann Ernst Schaper, deutscher Mediziner und mecklenburgischer Politiker
- 1675: Johann Christian Engelschall, deutscher Pfarrer und Chronist
- 1689: Christoph Martin von Degenfeld-Schonburg, königlich preußischer General, Diplomat sowie Staats- und Kriegsminister
- 1695: Christoph Jacob Trew, deutscher Arzt und Botaniker
- 1696: Michał Fryderyk Czartoryski, Großkanzler von Litauen
- 1697: Adam Falckenhagen, deutscher Komponist, Lautenist und Theorbist

### 18. Jahrhundert
- 1701: Johann Friedrich Christ, deutscher Archäologe und Kunstwissenschaftler
- 1701: Christian Ludwig Liscow, deutscher Satiriker
- 1706: Johannes Burman, niederländischer Arzt und Botaniker
- 1711: Jeanne-Marie Leprince de Beaumont, französische Schriftstellerin
- 1720: George Frost, US-amerikanischer Politiker
- 1721: Wilhelm August, Herzog von Cumberland
- 1725: Charlotte von Hessen-Philippsthal-Barchfeld, Gräfin von Ysenburg-Büdingen-Wächtersbach
- 1725: Johann Peter Miller, deutscher evangelischer Geistlicher und Hochschullehrer
- 1725: Louise von Plessen, Oberhofmeisterin am dänischen Hof
- 1726: David Macbride, irischer Arzt und Schriftsteller
- 1746: John Patten, US-amerikanischer Politiker
- 1755: William Matthews, US-amerikanischer Politiker
- 1756: Carl Ignaz Geiger, deutscher Jurist, Schriftsteller und Radikalaufklärer
- 1757: Kilian Ponheimer der Ältere, österreichischer Kupferstecher
- 1762: Pierre-Jean Garat, französischer Sänger (Bariton)
- 1765 (verm.): Emma Hamilton, Geliebte Horatio Nelsons
- 1774: Leopold von Buch, deutscher Geologe
- 1774: Anne-Jean-Marie-René Savary, Herzog von Rovigo, französischer General und Polizeiminister

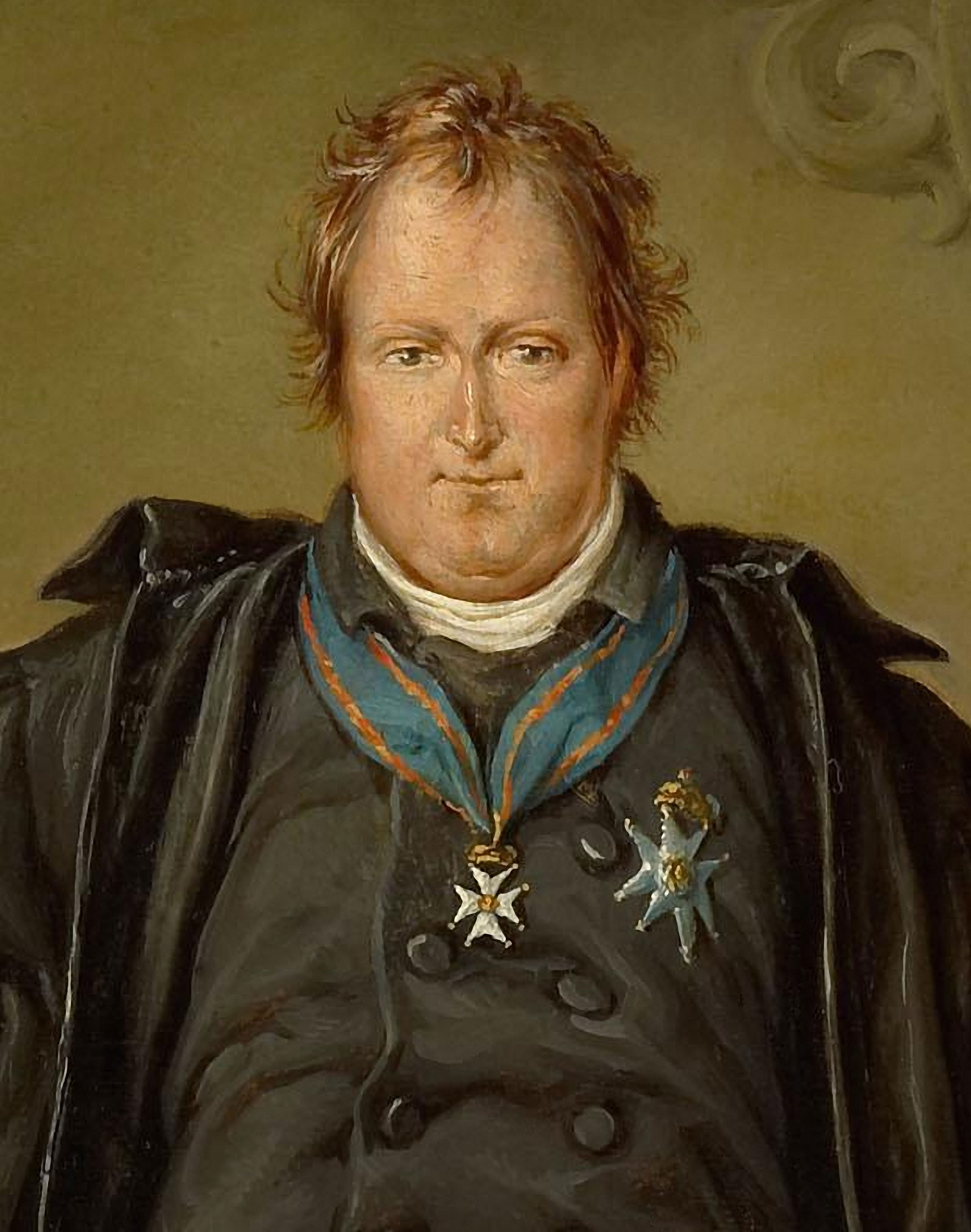
Joan Melchior Kemper (* 1776)

- 1776: Joan Melchior Kemper, niederländischer Politiker und Rechtswissenschaftler
- 1778: Philipp von Borries, deutscher Rittergutsbesitzer, Regierungsbeamter und Abgeordneter
- 1780: Gotthilf Heinrich von Schubert, deutscher Arzt und Naturforscher
- 1782: Maria Amalia von Neapel-Sizilien, Königin der Franzosen
- 1783: Ferdinand, hessischer General und letzter Landgraf von Hessen-Homburg
- 1784: Nano Nagle, irische Ordensfrau und Ordensgründerin
- 1785: John James Audubon, US-amerikanischer Ornithologe und Zeichner
- 1787: Ludwig Uhland, deutscher Dichter, Philologe, Jurist und Politiker
- 1790: Dorothea Pichelt, deutsche Soldatin in den Befreiungskriegen
- 1793: Nicolas Changarnier, französischer General
- 1793: Bernhard Thiersch, deutscher Gymnasiallehrer, Dichter des Preußenliedes
- 1798: Eugène Delacroix, französischer Maler

### 19. Jahrhundert

#### 1801–1850
- 1802: Gheorghe Bibescu, Fürst der Walachei
- 1808: August Müller, deutscher Kontrabassist
- 1810: August Theodor Kaselowsky, deutscher Maler
- 1811: Hugo Henckel von Donnersmarck, deutsch-österreichischer Unternehmer
- 1811: Friedrich Wilhelm Ladislaus Tarnowski, Schriftsteller und Journalist

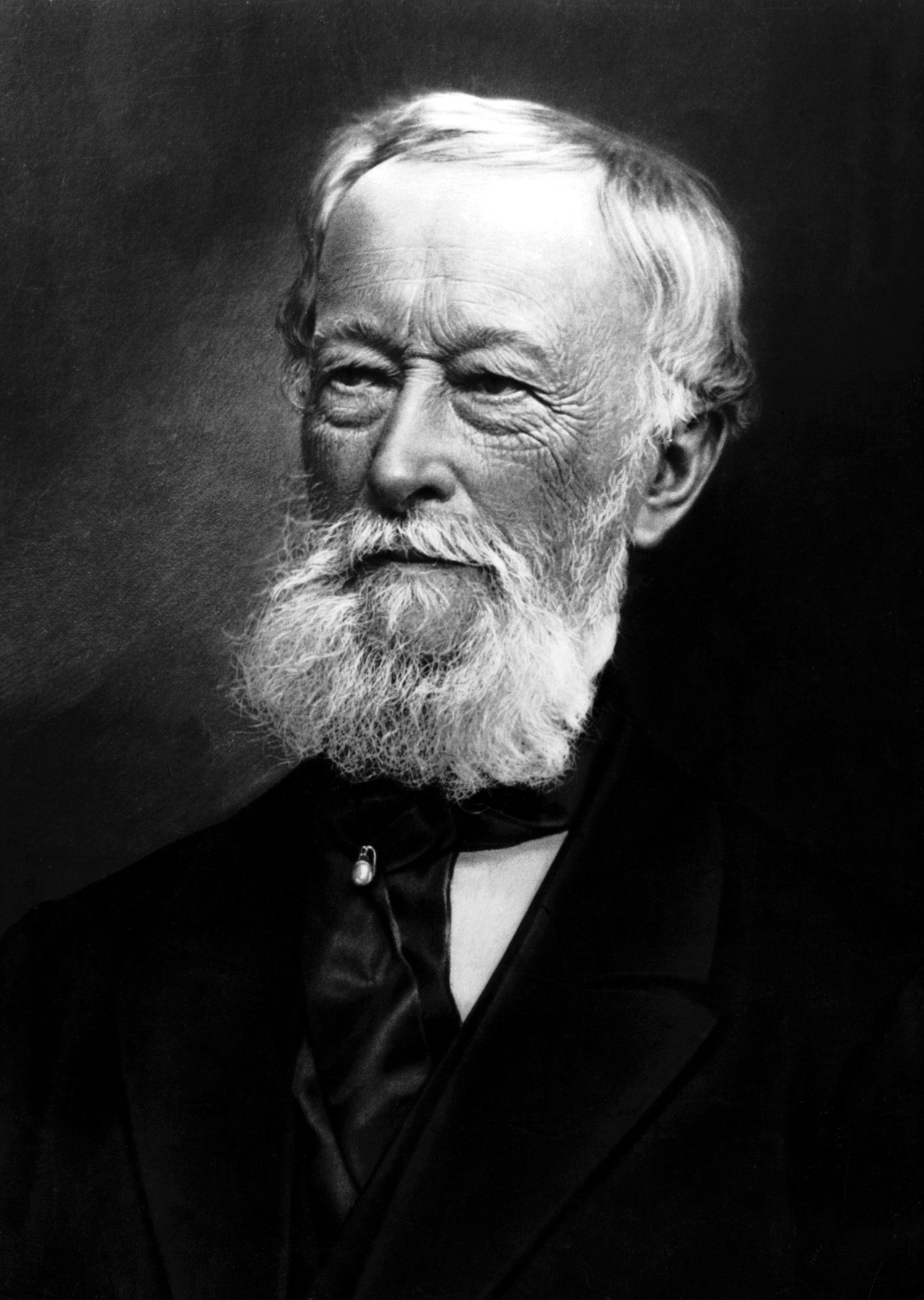
Alfred Krupp (* 1812)

- 1812: Alfred Krupp, deutscher Industrieller und Erfinder
- 1817: Heinrich Siesmayer, deutscher Gärtner und Gartenarchitekt
- 1821: Robert Adamson, schottischer Chemiker und Fotograf
- 1821: Heinrich IV., Paragiatsherr von Reuß-Köstritz
- 1822: Maria Karolina Augusta von Neapel-Sizilien, Prinzessin von Bourbon und Neapel-Sizilien
- 1827: Friedrich Ehrbar, österreichischer Klaviermanufakturbesitzer
- 1830: Friedrich Ludger Kleinheidt, Priester und Generalvikar
- 1837: Julius Weiffenbach, deutscher Jurist
- 1838: Carl Wilhelm von Heine, deutscher Mediziner
- 1841: Wilhelm Scherer, österreichischer Germanist
- 1844: Ada Lewis-Hill, englische Amateurmusikerin und Stifterin
- 1845: Jorge Montt Álvarez, chilenischer Offizier und Politiker
- 1845: Roberto Biscaretti di Ruffia, italienischer Unternehmer und Politiker
- 1847: Hans Wilhelm Auer, Schweizer Architekt

#### 1851–1900
- 1854: Anna von Borries, deutsche Mäzenin
- 1854: Adolf Wallnöfer, österreichischer Komponist und Opernsänger
- 1857: Hugo Emsmann, deutscher Konteradmiral
- 1860: Józef Bilczewski, römisch-katholischer Erzbischof

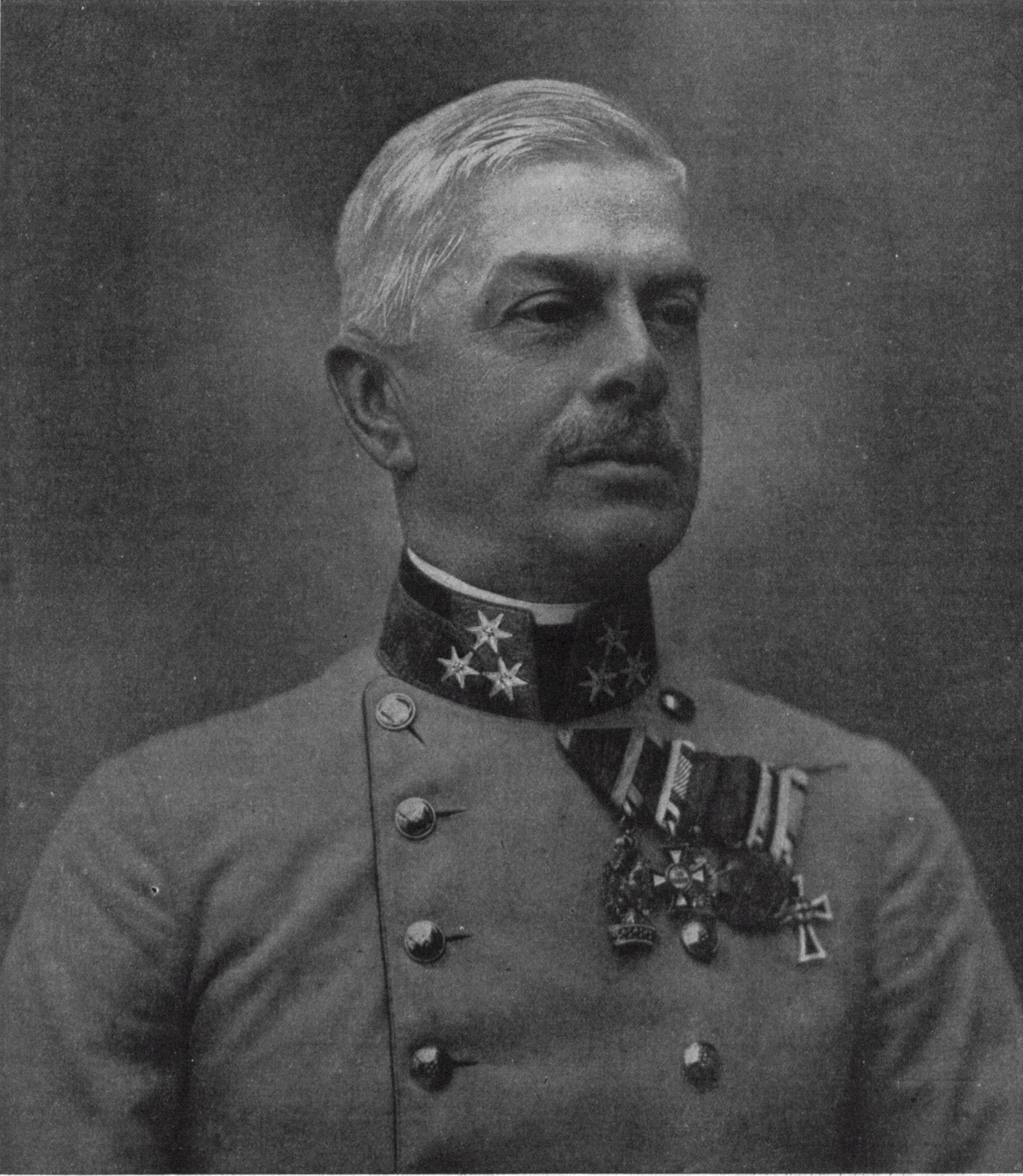
Rudolf Stöger-Steiner von Steinstätten (* 1861)

- 1861: Rudolf Stöger-Steiner von Steinstätten, k.u.k. Generaloberst, letzter Kriegsminister Österreich-Ungarns
- 1862: Friedrich Austerlitz, österreichischer Journalist und Politiker
- 1863: George Auriol, französischer Lyriker, Liedtexter, Grafiker und Künstler
- 1863: Hermann Beims, Oberbürgermeister Magdeburgs
- 1863: Arno Holz, deutscher Dichter und Dramatiker
- 1864: Bona Peiser, Deutschlands erste Volksbibliothekarin
- 1865: Akseli Gallen-Kallela, finnischer Maler, Architekt und Designer
- 1865: Ludwig Grande, deutsch-tschechischer Musiker, Dirigent, Komponist, Musiklehrer und Maler
- 1865: Archibald Koe, britischer Berufsoffizier
- 1865: Felix Schuchard, deutscher Maler
- 1866: Rudolf Ganßer, deutscher Kolonialoffizier
- 1868: Max Geißler, deutscher Redakteur und Schriftsteller
- 1869: Max Moisel, deutscher Kartograf
- 1873: Otto zur Linde, deutscher Schriftsteller
- 1874: Franz Maria Feldhaus, deutscher Elektroingenieur, Technikhistoriker und wissenschaftlicher Schriftsteller
- 1876: Heinrich Hirtsiefer, deutscher Politiker, NS-Verfolgter
- 1876: Otto Linnemann, deutscher Glasmaler, Wand- und Dekorationsmaler
- 1876: Mariam Mankidiyan, indische Ordensschwester und -gründerin
- 1876: Luis Zuegg, Südtiroler Seilbahnpionier
- 1877: Karl Anlauf, deutscher Journalist
- 1877: Alliott Verdon Roe, britischer Luftfahrtpionier

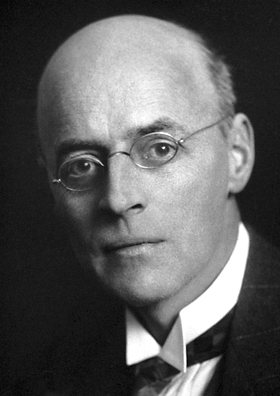
Owen Willans Richardson (* 1879)

- 1879: Owen Willans Richardson, britischer Physiker, Nobelpreisträger
- 1880: Eric Campbell, britischer Schauspieler
- 1880: Paul Gurk, deutscher Schriftsteller und Maler
- 1883: Wilhelm Kattwinkel, deutscher Politiker, MdR
- 1883: Bruno Neumann, deutscher General und Vielseitigkeitsreiter
- 1883: Ida Schwetz-Lehmann, österreichische Keramikerin und Bildhauerin
- 1885: Marcello Bertinetti, italienischer Fechter, Fußballspieler und -trainer, Olympiasieger
- 1885: Iida Dakotsu, japanischer Dichter
- 1885: Carl Einstein, deutscher Kunsthistoriker und Schriftsteller

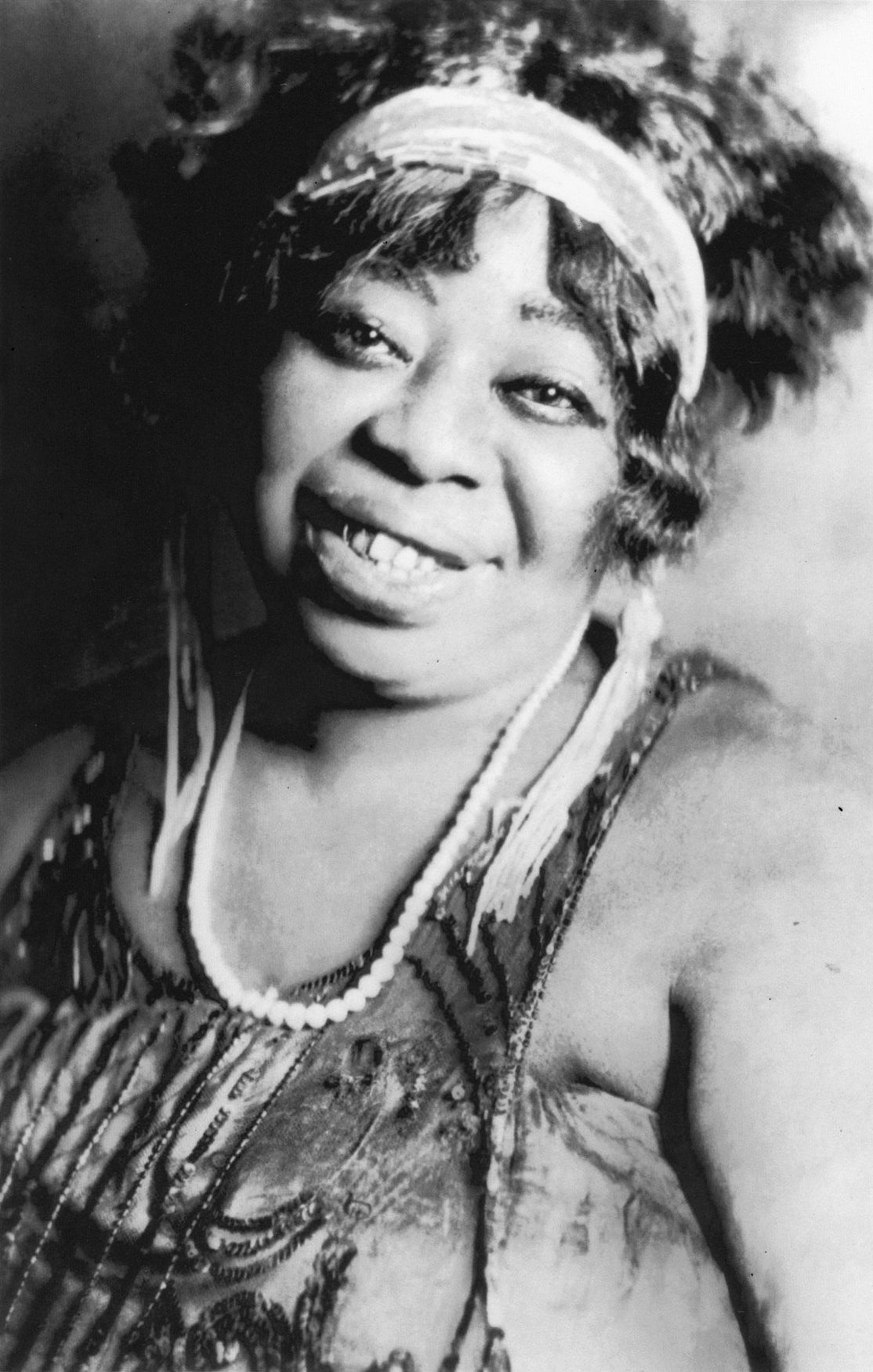
Ma Rainey (* 1886)

- 1886: Ma Rainey, US-amerikanische Bluessängerin, Mutter des Blues
- 1887: Lucien Erb, französischer Automobilrennfahrer
- 1888: Robert Bloch, französischer Automobilrennfahrer
- 1889: Fritz Adler, deutscher Archivar und Museumsdirektor
- 1889: Ludwig Wittgenstein, österreichischer Philosoph
- 1890: Joseph H. August, US-amerikanischer Kameramann
- 1890: Rudolf Grob, Schweizer evangelischer Geistlicher und Direktor einer Heilanstalt
- 1891: Harry Cording, britischer Schauspieler
- 1891: Dina Kuhn, österreichische Keramikerin
- 1892: Adrienne Monnier, französische Buchhändlerin und Verlegerin
- 1893: Celadet Ali Bedirxan, Schriftsteller, Linguist, Journalist und Politiker
- 1893: Wunibald Kamm, deutscher Ingenieur und Aerodynamiker

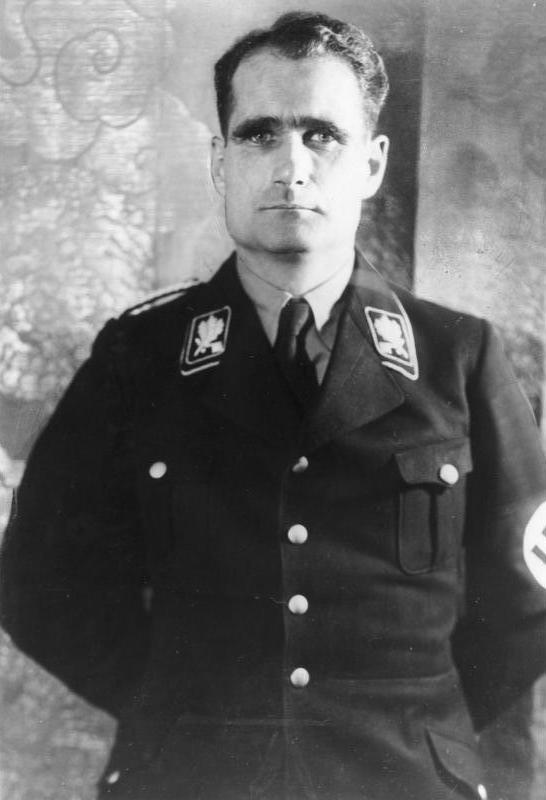
Rudolf Heß (* 1894)

- 1894: Rudolf Heß, deutscher Politiker, Stellvertreter Hitlers
- 1895: Irene Schaschl-Schuster, österreichische Kunstgewerblerin
- 1896: Max Brand, österreichischer Komponist
- 1896: Ernst Udet, deutscher Jagdflieger und Politiker, Generalluftzeugmeister
- 1897: Edward Eagan, US-amerikanischer Sportler
- 1897: Emil Popp, deutscher Politiker
- 1897: Fiddlin’ Doc Roberts, US-amerikanischer Old-Time-Musiker
- 1897: Douglas Sirk, deutscher Bühnen- und Filmregisseur
- 1897: Olga Tschechowa, deutsche Schauspielerin
- 1898: Vicente Aleixandre, spanischer Lyriker, Nobelpreisträger
- 1899: Joseph Fuchs, US-amerikanischer Geiger und Musikpädagoge
- 1899: Xaver Gmelch, deutscher Motorradrennfahrer
- 1899: Juana Mordó, spanische Galeristin
- 1900: Charles Francis Richter, US-amerikanischer Geophysiker und Seismologe (Richterskala)
- 1900: Paul Sornik, deutscher Pädagoge und Politiker

### 20. Jahrhundert

#### 1901–1925
- 1901: Harald Braun, deutscher Regisseur
- 1901: Henri de Costier, französischer Automobilrennfahrer
- 1901: Gustav Wagner, luxemburgischer Bobfahrer
- 1901: Wolfgang von Wild, deutscher General
- 1902: Erich Auer, deutscher Gewerkschafter und Widerstandskämpfer

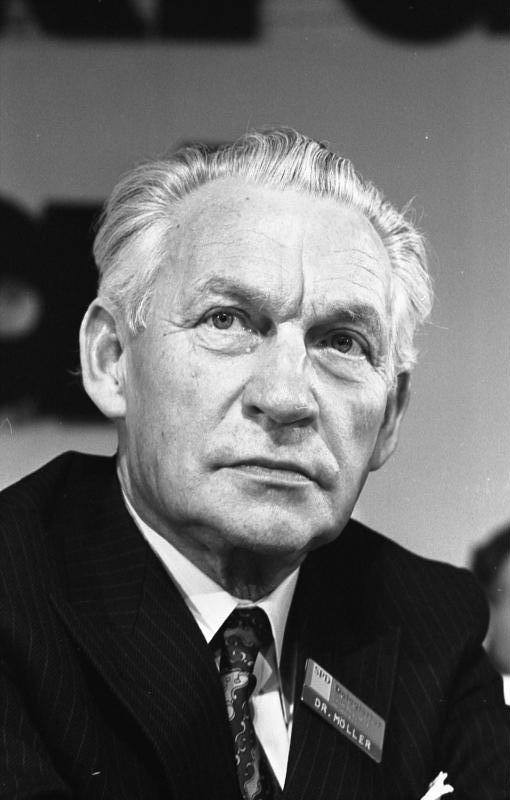
Alex Möller (* 1903)

- 1903: Alex Möller, deutscher Politiker, MdL, MdB, Bundesminister
- 1904: Igor Gorin, US-amerikanischer Sänger, Schauspieler, Komponist und Musikpädagoge
- 1905: Josef Ackermann, deutscher Politiker
- 1905: Raúl Leoni, venezolanischer Staatspräsident
- 1905: Jean Vigo, französischer Filmregisseur
- 1906: Renate Müller, deutsche Schauspielerin und Sängerin
- 1906: Leopold Spinner, österreichisch-britischer Komponist und Herausgeber
- 1906: Ernst Ludwig Uray, österreichischer Komponist
- 1907: Yamamoto Kenkichi, japanischer Literaturwissenschaftler
- 1907: Leo Kofler, deutscher Philosoph
- 1907: Theun de Vries, niederländischer Schriftsteller
- 1908: Richard Kurth, deutscher Konditor
- 1909: Rudolf Arndt, deutscher Kommunist und Widerstandskämpfer
- 1909: Günther Beitzke, deutscher Rechtswissenschaftler
- 1909: Hubertus Brieger, deutscher Kinderarzt

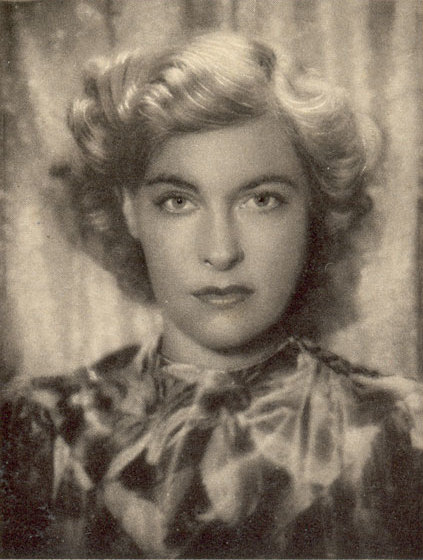
Marianne Hoppe (* 1909)

- 1909: Marianne Hoppe, deutsche Schauspielerin
- 1909: Charles Wolf, französischer Automobilrennfahrer
- 1910: Erland von Koch, schwedischer Komponist
- 1910: Mehmed Meša Selimović, bosnischer Schriftsteller
- 1910: Ernst Tittel, österreichischer Komponist, Organist und Musiktheoretiker
- 1911: Paul Verner, deutscher Redakteur und Politiker in der DDR
- 1912: Alfred Elton van Vogt, kanadischer Schriftsteller
- 1913: Sigrid Hunke, deutsche Religionswissenschaftlerin und Germanistin
- 1914: Bernard Malamud, US-amerikanischer Schriftsteller
- 1914: Wilfrid Mellers, englischer Musikkritiker, -wissenschaftler, -pädagoge und Komponist
- 1915: Johnny Shines, US-amerikanischer Blues-Gitarrist
- 1915: Joseph Zobel, französischer Schriftsteller
- 1916: Werner Bischof, Schweizer Fotograf
- 1916: Eyvind Earle, US-amerikanischer Maler
- 1916: Morris West, australischer Schriftsteller
- 1917: Ieoh Ming Pei, chinesisch-US-amerikanischer Architekt

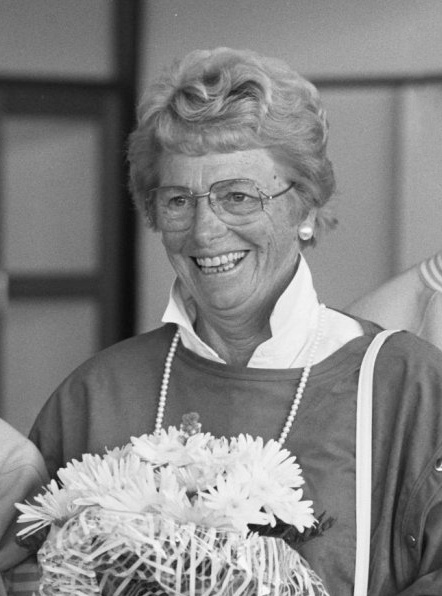
Fanny Blankers-Koen (* 1918)

- 1918: Fanny Blankers-Koen, niederländische Leichtathletin, Olympiasiegerin
- 1921: Jimmy Giuffre, US-amerikanischer Jazz-Musiker
- 1921: François Picard, französischer Automobilrennfahrer
- 1922: Asger Aaboe, dänischer Mathematik- und Astronomiehistoriker
- 1922: Pol Bury, belgischer Maler und Bildhauer
- 1922: Roger Grava, italienisch-französischer Fußballspieler
- 1922: Walter Radant, deutscher Fußballspieler
- 1922: Jeanne Sauvé, kanadische Journalistin, Politikerin und Staatsfrau
- 1923: Swetlana Geier, russisch-deutsche Literaturübersetzerin
- 1924: Teddy Edwards, US-amerikanischer Saxophonist
- 1925: Dieter von Andrian, deutscher Grafiker
- 1925: Pat Griffith, britischer Automobilrennfahrer
- 1925: Jørgen Ingmann, dänischer Gitarrist
- 1925: Wilma Lipp, österreichische Opernsängerin
- 1925: Zvi Yavetz, israelischer Althistoriker

#### 1926–1950
- 1926: Gerhart Banco, österreichischer Komponist und Musikpädagoge
- 1926: Peter Dalcher, Schweizer Sprachwissenschaftler, Lexikograph und fünfter Chefredaktor des Schweizerischen Idiotikons
- 1926: J. B. Hutto, US-amerikanischer Blues-Musiker
- 1926: Oldřich František Korte, tschechischer Komponist
- 1926: Michael Mathias Prechtl, deutscher Maler, Illustrator und Karikaturist
- 1927: Anne McLaren, britische Entwicklungsbiologin und Genetikerin
- 1927: Jack Robinson, US-amerikanischer Basketballspieler
- 1927: Roswitha Verhülsdonk, deutsche Politikerin

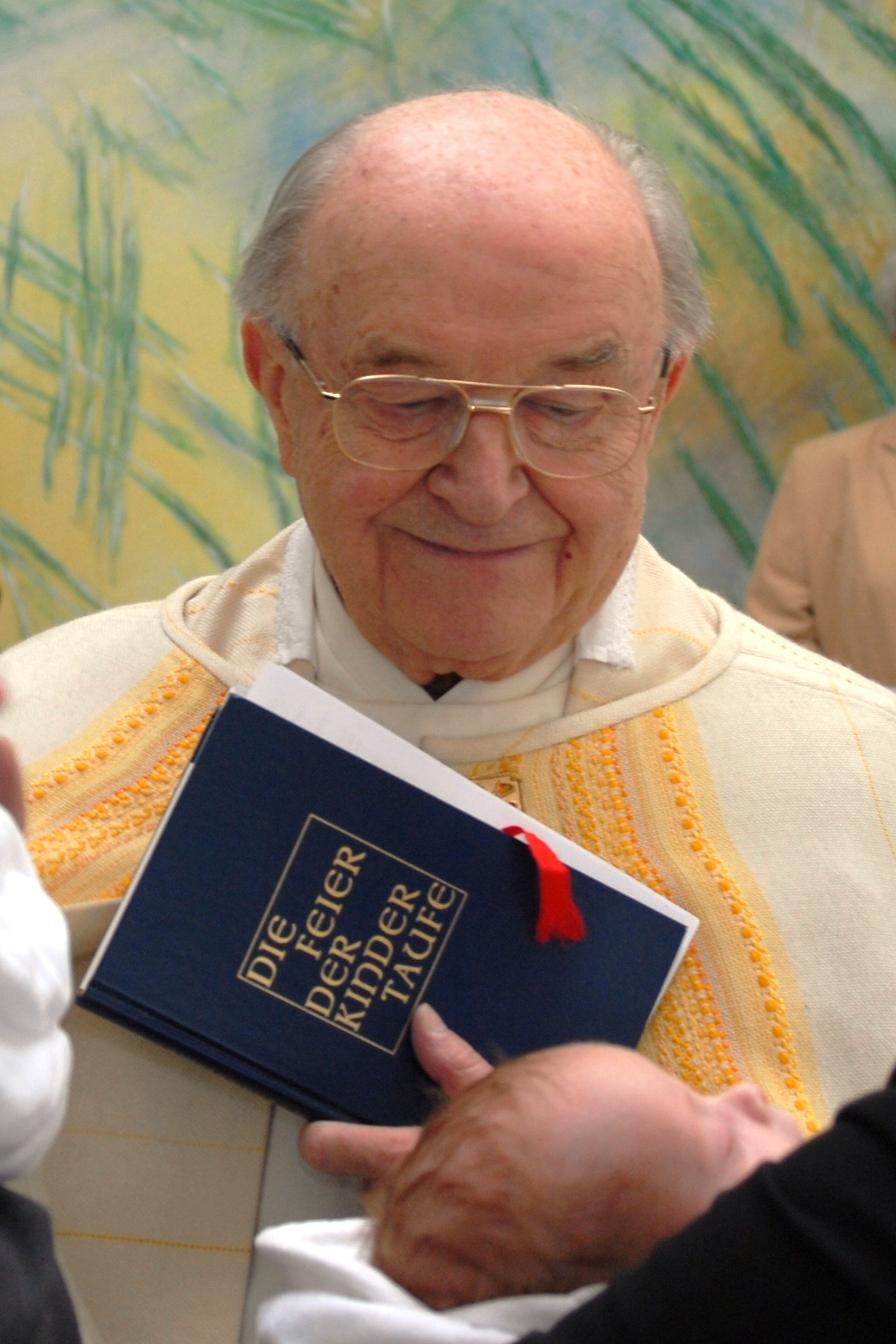
Johann Weber (* 1927)

- 1927: Johann Weber, österreichischer Bischof
- 1928: Hertha Kräftner, österreichische Schriftstellerin
- 1928: Reinfried Pohl, deutscher Finanzkaufmann
- 1929: Karl-Ludwig Hoch, deutscher Kunsthistoriker und Theologe
- 1930ː Semiramis Aydınlık, deutsche Karikaturistin und Satirikerin
- 1930: Roger Moens, belgischer Leichtathlet
- 1930: Maria Sebaldt, deutsche Schauspielerin
- 1931: Norbert Greinacher, deutscher römisch-katholischer Theologe
- 1931: Helmut H. Schulz, deutscher Schriftsteller
- 1932: Roland Dressel, deutscher Kameramann
- 1932: Irmgard Egert, deutsche Leichtathletin
- 1932: Francis Lai, französischer Komponist, Oscar-Preisträger
- 1932: Michael Smith, britischer Chemiker, Nobelpreisträger
- 1933: Else Bechteler-Moses, deutsche Teppichkünstlerin
- 1933: Carol Burnett, US-amerikanische Schauspielerin
- 1933: Filiberto Ojeda Ríos, puerto-ricanischer Unabhängigkeitskämpfer und Terrorist
- 1933: Arno Penzias, US-amerikanischer Physiker
- 1933: Jaroslav Vožniak, tschechischer Maler
- 1934: Gerlind Ahnert, deutsche Moderatorin, Schauspielerin und Synchronsprecherin
- 1934: Josef Seiz, deutscher Tischtennisspieler
- 1935: George Draga, rumänischer Komponist
- 1935: Charles Plymell, US-amerikanischer Autor und Verleger
- 1935: Amar Singh Mangat, kenianischer Hockeyspieler
- 1936: Klaus Jepsen, deutscher Schauspieler und Synchronsprecher
- 1936: Carson Parks, US-amerikanischer Sänger und Texter
- 1936: Heinz Vollmar, deutscher Fußballspieler

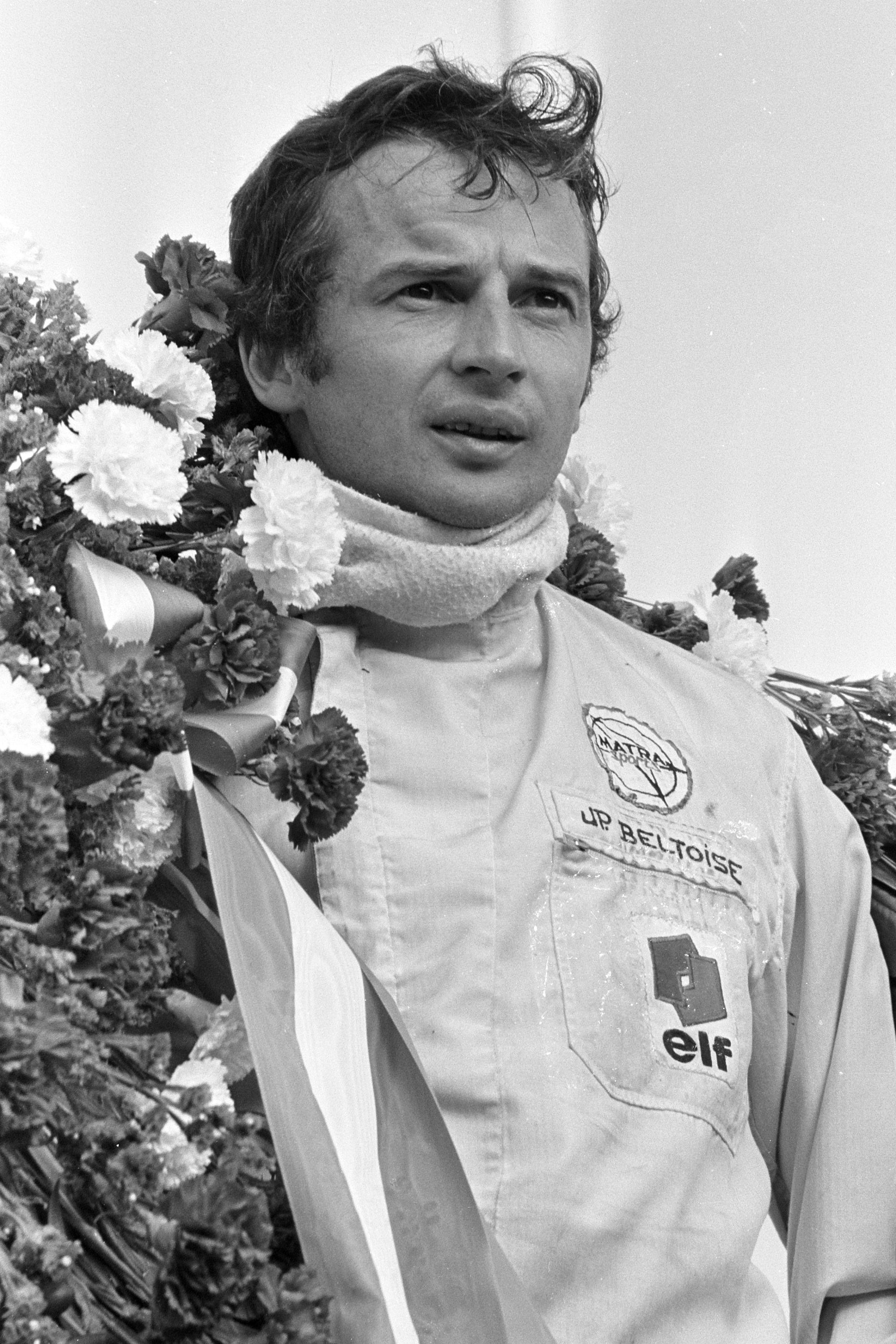
Jean-Pierre Beltoise (* 1937)

- 1937: Jean-Pierre Beltoise, französischer Automobilrennfahrer
- 1937: Gus Hutchison, US-amerikanischer Automobilrennfahrer
- 1937: Jan Pietrzak, polnischer Kabarettist
- 1937: Hannelies Taschau, deutsche Schriftstellerin
- 1938: Hudson Austin, grenadischer General und Revolutionär
- 1938: Manuel Blum, venezolanischer Informatiker
- 1938: Duane Eddy, US-amerikanischer Gitarrist
- 1938: Wolf Kahler, deutscher Schauspieler
- 1938: Erich Kühn, deutscher Schriftsteller und Redakteur
- 1938: Ellen Schlüchter, deutsche Rechtswissenschaftlerin
- 1939: Klaus Beyer, deutscher Mathematiker
- 1939: Winfried Krause, deutscher Komiker
- 1939: Ferdinand Wenauer, deutscher Fußballspieler
- 1940: Dietmar Hopp, deutscher Unternehmer
- 1940: Dietrich Mattausch, deutscher Schauspieler
- 1940: Giorgio Moroder, italienischer Produzent und Komponist
- 1941: Claudine Auger, französische Schauspielerin
- 1941: Regine Hildebrandt, deutsche Biologin und Politikerin
- 1942: Mojmír Bártek, tschechischer Jazzposaunist und Komponist
- 1942: Werner Biskup, deutscher Fußballspieler und -trainer
- 1942: Wolfgang Börnsen, deutscher Politiker, MdB
- 1942: Horst Förster, deutscher Jurist und Politiker
- 1942: Manfred Korfmann, deutscher Archäologe
- 1942: Bobby Rydell, US-amerikanischer Sänger und Entertainer
- 1942: Edgar Streck, deutscher Jurist
- 1943: Ina Albowitz, deutsche Politikerin, MdB
- 1943: Ferruccio Manza, italienischer Radrennfahrer
- 1943: Gary Wright, US-amerikanischer Musiker
- 1943: Peter Zumthor, Schweizer Architekt
- 1944: José Dolhem, französischer Automobilrennfahrer
- 1944: Martha Rockwell, US-amerikanische Skilangläuferin
- 1945: Richard Armitage, US-amerikanischer Politiker

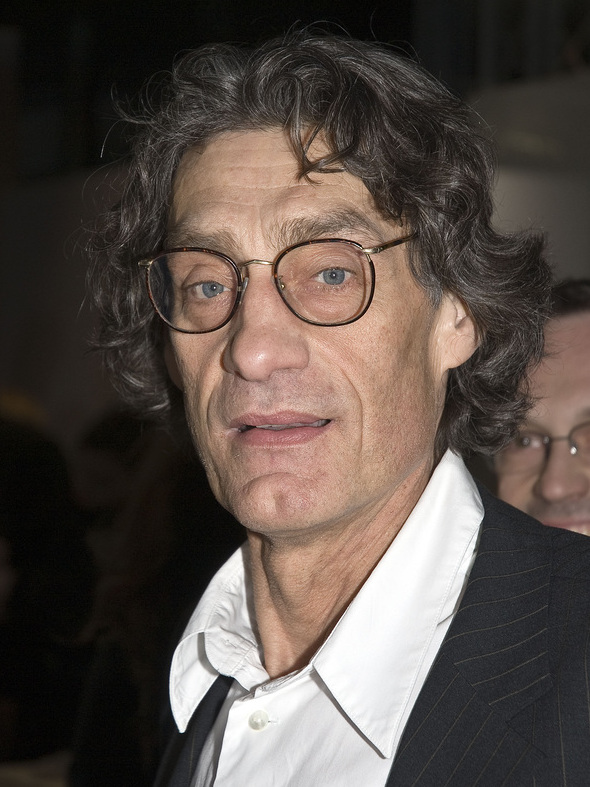
Winfried Glatzeder (* 1945)

- 1945: Winfried Glatzeder, deutscher Schauspieler
- 1945: Petr Oslzlý, tschechischer Dramaturg, Drehbuchautor und Schauspieler
- 1945: Roberto Solórzano, costa-ricanischer Judoka
- 1946: Vera F. Birkenbihl, deutsche Managementtrainerin und Sachbuchautorin
- 1946: Milton Schwantes, brasilianischer evangelischer Befreiungstheologe und Bibelwissenschaftler
- 1947: David Byrne, irischer Politiker, EU-Kommissar
- 1947: Warren Clarke, britischer Schauspieler, Filmproduzent und Regisseur
- 1947: Donna de Varona, US-amerikanische Schwimmerin
- 1948: Josef Bierbichler, deutscher Schauspieler
- 1948: Heinz Born, Schweizer Leichtathlet
- 1948: Herbert Landau, deutscher Richter des Bundesverfassungsgerichts
- 1948: Klaus Minkel, deutscher Politiker, MdB
- 1948: Ronaldo Miranda, brasilianischer Komponist
- 1949: Carlos Bianchi, argentinischer Fußballspieler und -trainer
- 1949: Issei Sagawa, japanischer Frauenmörder und Schriftsteller
- 1949: Dominic Sena, US-amerikanischer Regisseur
- 1949: Gerd Walter, deutscher Politiker
- 1950: Patrick Artero, französischer Jazztrompeter, Kornettist und Flügelhorn-Spieler
- 1950: Reinhold Bilgeri, österreichischer Musiker
- 1950: Elizabeth Chase, südafrikanisch-simbabwische Hockeyspielerin
- 1950: L. Shankar, indischer Violinist und Komponist

#### 1951–1975
- 1951: Tor Bomann-Larsen, norwegischer Schriftsteller und Zeichner
- 1951: Yu Zaiqing, chinesischer Politiker und Sportfunktionär
- 1952: Renate Ackermann, deutsche Politikerin

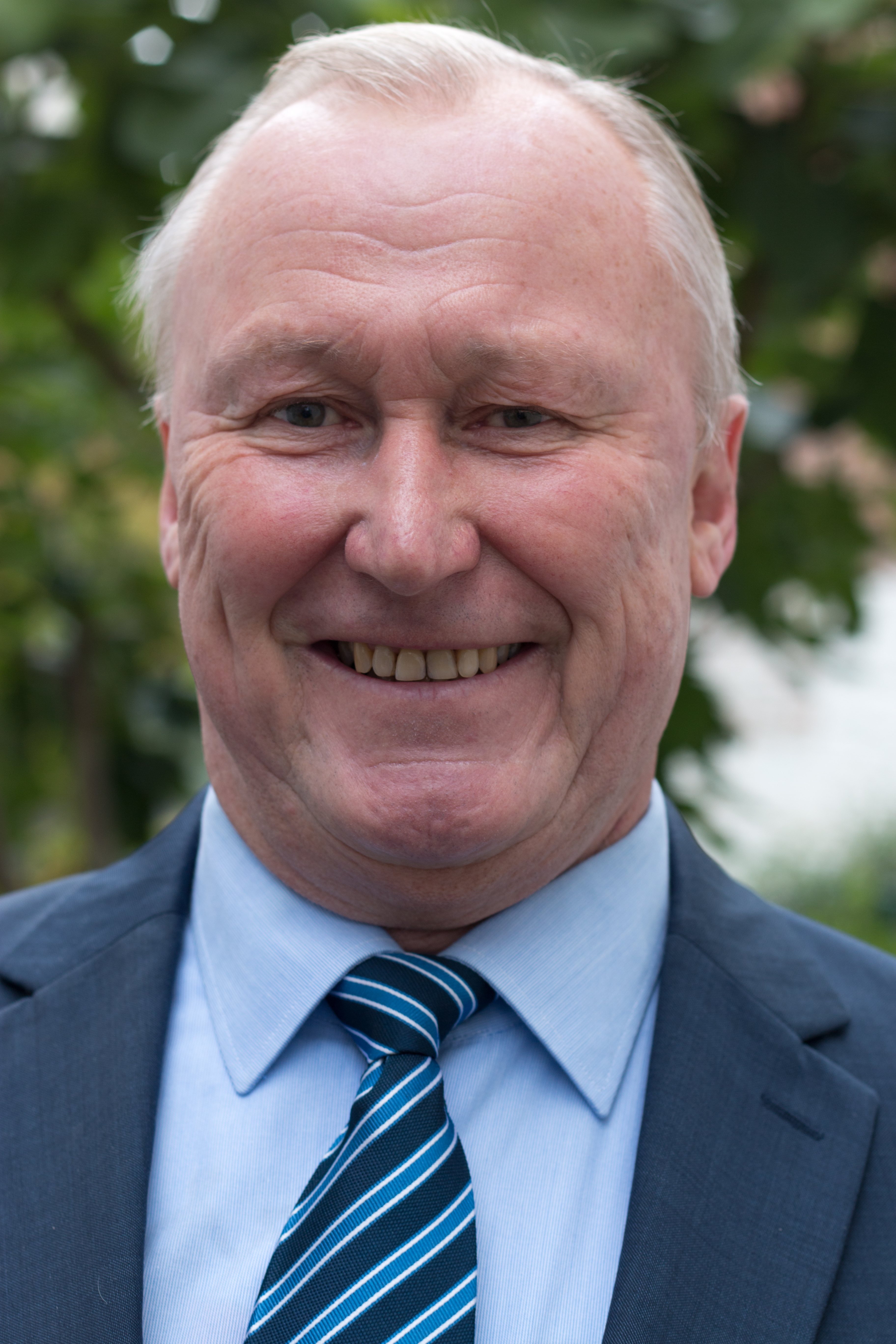
Michael Korwisi (* 1952)

- 1952: Michael Korwisi, deutscher Kommunalpolitiker
- 1952: Hans-Friedrich Lange, deutscher Jurist
- 1952: Ewa Podleś, polnische Altistin
- 1953: Arved Fuchs, deutscher Abenteurer
- 1953: Wilhelm Schmid, deutscher Philosoph
- 1953: Gerd Silberbauer, deutscher Schauspieler
- 1954: Gerhard Drews, deutscher Fußballspieler
- 1954: Ernst Hauck, deutscher Jurist
- 1955: Kurt Bodewig, deutscher Politiker
- 1955ː Melissa Militano, US-amerikanische Eiskunstläuferin
- 1955: Peter Neururer, deutscher Fußballtrainer
- 1955: Tadeusz Słobodzianek, polnischer Dramatiker, Theaterregisseur, Fernsehregisseur und Theaterkritiker
- 1955: François Tousignant, kanadischer Komponist und Musikkritiker
- 1956: Wojciech Konikiewicz, polnischer Komponist, Jazz- und Improvisationsmusiker
- 1956: Tinks Pottinger, neuseeländische Vielseitigkeitsreiterin
- 1956: Diethard Prengel, deutscher Kameramann

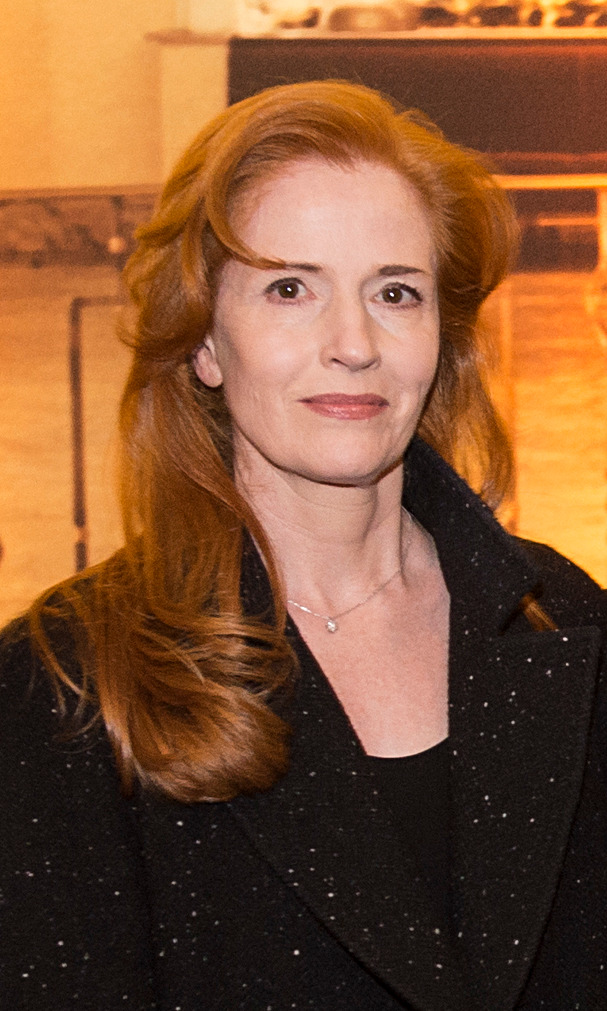
Sibylle Canonica (* 1957)

- 1957: Sibylle Canonica, Schweizer Schauspielerin
- 1957: Georg Kofler, italienischer Manager
- 1957: Klemens Vereno, österreichischer Komponist, Dirigent und Universitätslehrer
- 1958: Sebastian Dette, deutscher Jurist, Richter am Bundesgerichtshof

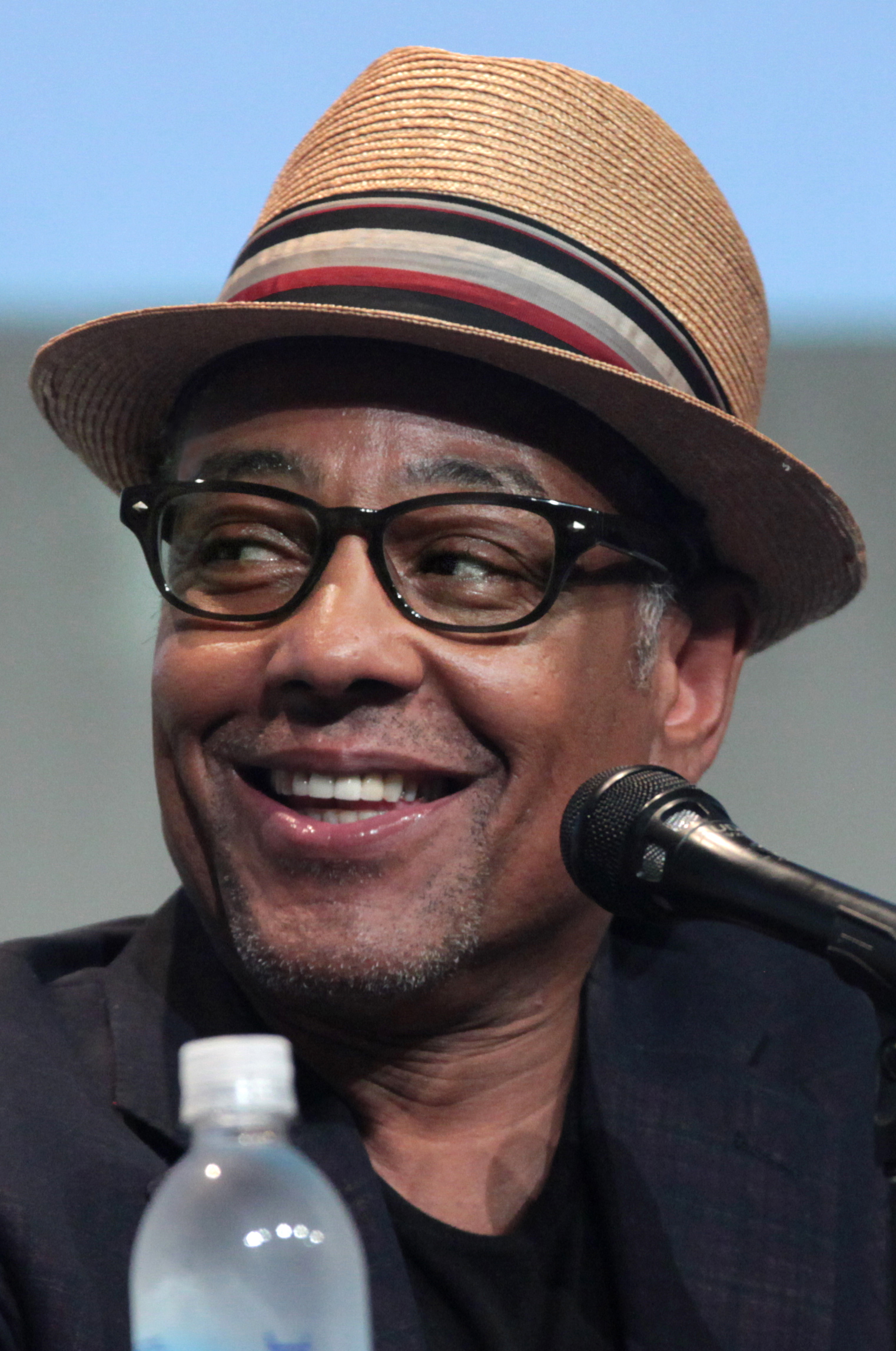
Giancarlo Esposito (* 1958)

- 1958: Giancarlo Esposito, US-amerikanischer Schauspieler
- 1958: Ingolf Lück, deutscher Schauspieler und Comedian
- 1958: Dieter Schatzschneider, deutscher Fußballspieler und -trainer
- 1959: Michael Lielacher, österreichischer Manager und Unternehmer
- 1959: Tom Pauls, deutscher Schauspieler und Kabarettist
- 1960: Sidney Corbett, US-amerikanischer Komponist, E-Gitarrist und Professor für Komposition
- 1960: Markus Hering, deutscher Schauspieler
- 1960: Roger Taylor, britischer Schlagzeuger (Duran Duran)
- 1961: Bo Leif Andersson, schwedischer Biathlet
- 1961: Joan Chen, chinesisch-US-amerikanische Schauspielerin und Regisseurin
- 1961: Mike Francis, italienischer Sänger und Komponist
- 1963: Jet Li, chinesischer Kampfkunst-Akteur
- 1963: Denniz PoP, schwedischer Produzent und Komponist
- 1963: Cornelia Ullrich, deutsche Leichtathletin
- 1964: Axel Dörner, deutscher Jazztrompeter und Komponist
- 1964: Mark Esper, US-amerikanischer Politiker
- 1964: Thomas Gries, deutscher Ingenieur und Professor
- 1964: J’Anna Jacoby, US-amerikanische Musikerin
- 1964: Christiane Michel-Ostertun, deutsche Professorin, Improvisation, Organistin, Komponistin und Chorleiterin
- 1964: Alexander Miroschnitschenko, sowjetischer Schwergewichtsboxer
- 1964: Gabriele Palme, deutsche Handballspielerin
- 1964: Lothar J. Riedl, österreichischer Fernsehproduzent
- 1964: Tim Sugden, britischer Automobilrennfahrer
- 1964: Rebecka Törnqvist, schwedische Pop- und Jazz-Sängerin
- 1964: Claudia Wohlfromm, deutsche Musikmanagerin, Autorin, Musikerin und Texterin
- 1964: Heinz Wolf, deutscher Journalist und Fernsehmoderator
- 1965: Amina Gusner, deutsche Schauspielerin, Regisseurin und Autorin

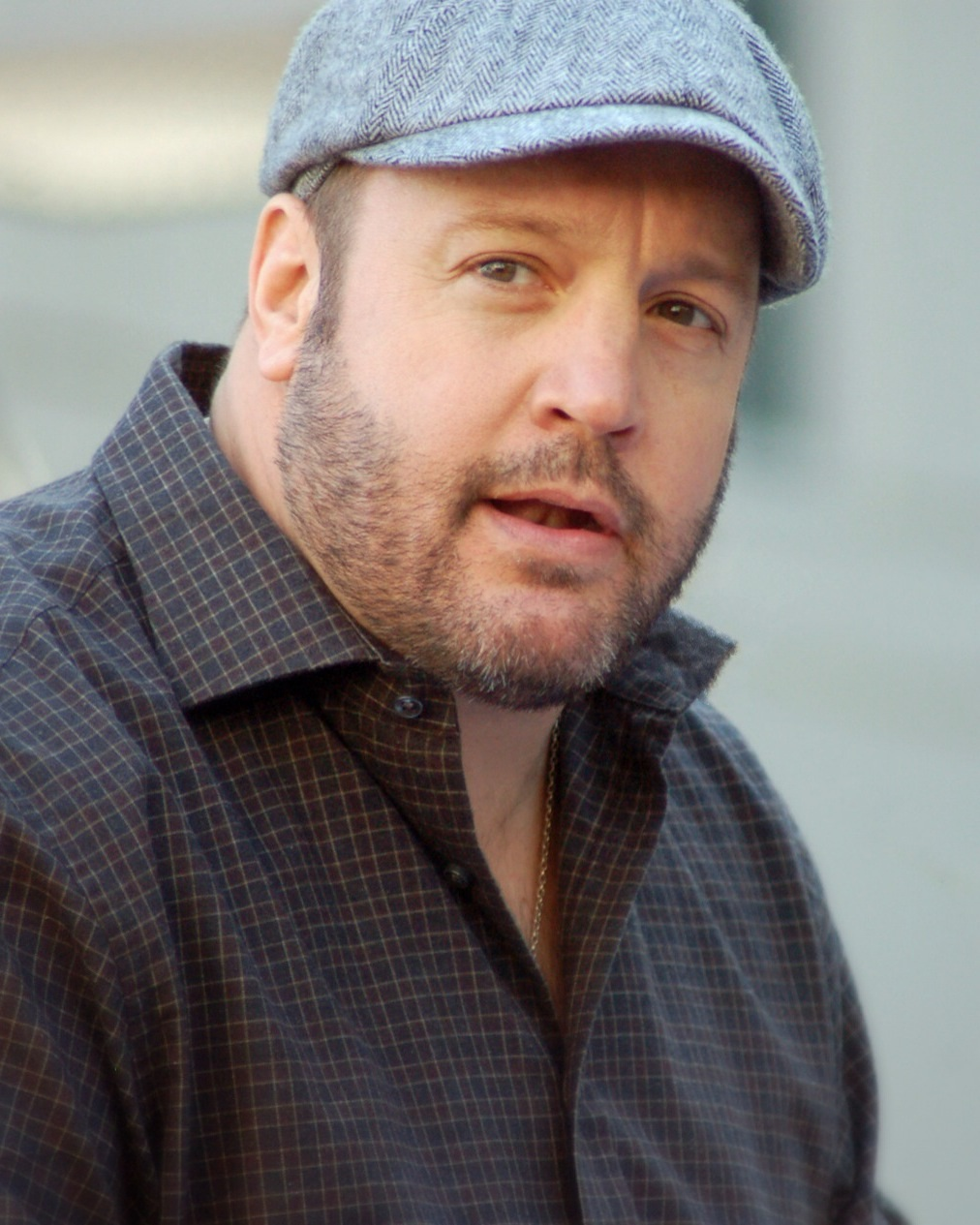
Kevin James (* 1965)

- 1965: Kevin James, US-amerikanischer Schauspieler
- 1966: Ralf Geilenkirchen, deutscher Fußballspieler
- 1966: Thomas Carell, deutscher Chemiker
- 1967: Sascha Draeger, deutscher Synchronsprecher, Hörspielsprecher und Schauspieler
- 1967: Kane, US-amerikanischer Wrestler
- 1967: Klaus Merk, deutscher Eishockeyspieler und -trainer
- 1967: Paul Pritchard, britischer Kletterer, Bergsteiger und Autor
- 1967: Rainer Salzgeber, österreichischer Skirennläufer
- 1967: Bratt Sinclaire, italienischer Musikproduzent
- 1967: Simon Teuscher, Schweizer Historiker
- 1967: Monte Warden, US-amerikanischer Country-Musiker
- 1968: Green Velvet, US-amerikanischer DJ und Produzent
- 1969: Axel Jüptner, deutscher Fußballspieler
- 1970: Blutonium Boy, deutscher Hardstyle-DJ und -Produzent
- 1970: Viktors Ignatjevs, lettischer Eishockeyspieler
- 1970: T-Boz, US-amerikanische Rapperin (TLC)
- 1970: Melania Trump, slowenisch-US-amerikanisches Model, First Lady der USA
- 1971: Christoph Silber, deutscher Autor
- 1971: Steffen Stiebler, deutscher Handballspieler
- 1972: Bronagh Gallagher, irische Schauspielerin
- 1972: Eva Löbau, österreichische Schauspielerin
- 1973: Andreas Anke, deutscher Schauspieler
- 1973: Scott D. Davis, US-amerikanischer Pianist
- 1973: Andres Gerber, Schweizer Fußballspieler

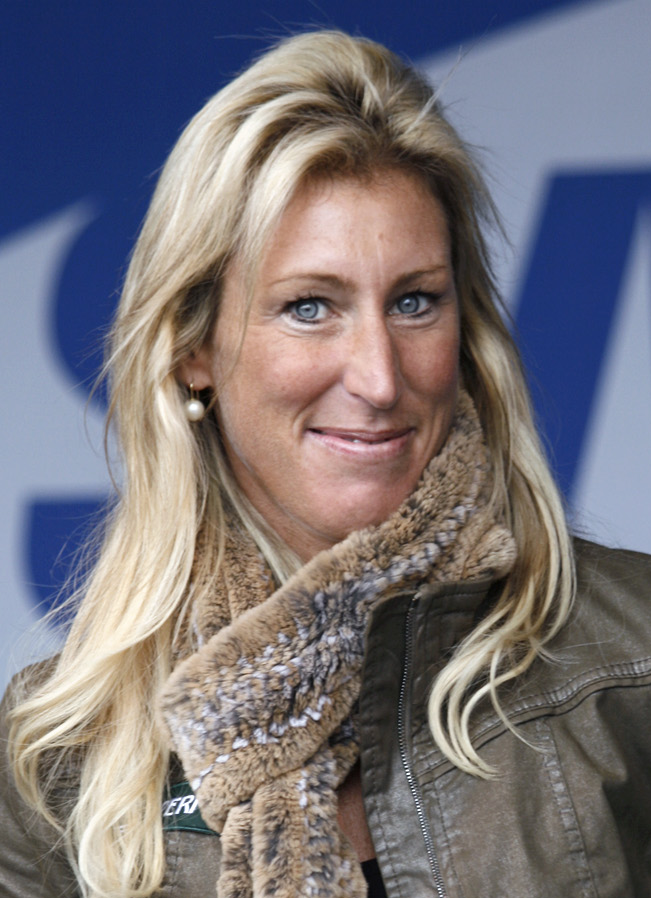
Stephanie Graf (* 1973)

- 1973: Stephanie Graf, österreichische Leichtathletin
- 1973: Christian Schößling, deutscher Fußballschiedsrichter
- 1973: Lee Woon-jae, südkoreanischer Fußballspieler
- 1974: Bernd Arold, deutscher Koch
- 1974: Paula Lambert, deutsche Autorin und Kolumnistin
- 1975: Gunilla Andersson, schwedische Eishockeyspielerin
- 1975: Hildigunn Eyðfinsdóttir, färöische Theater- und Filmschauspielerin
- 1975: Joey Jordison, US-amerikanischer Schlagzeuger und Gitarrist

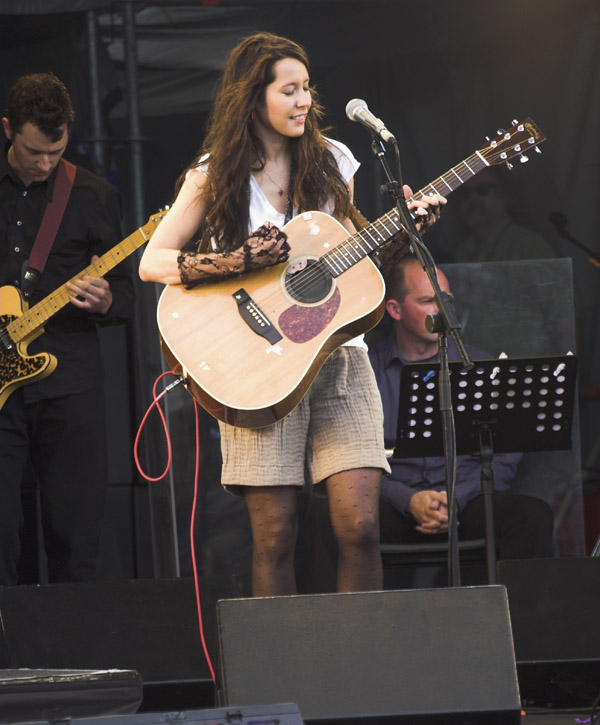
Nerina Pallot (* 1975)

- 1975: Nerina Pallot, britische Sängerin und Liedermacherin

#### 1976–2000
- 1976: Giorgi Kiknadse, georgischer Fußballspieler
- 1976: Thiago Machado dos Santos, brasilianischer Triathlet
- 1977: Craig Adams, kanadischer Eishockeyspieler
- 1977: Christian Lenze, deutscher Fußballspieler
- 1977: McKenzie Westmore, US-amerikanische Film- und Theaterschauspielerin
- 1977: Raphael Wicky, Schweizer Fußballspieler
- 1977: Tom Welling, US-amerikanischer Schauspieler
- 1978: Myron Avant, US-amerikanischer R&B-Sänger
- 1978: Elson Becerra, kolumbianischer Fußballspieler

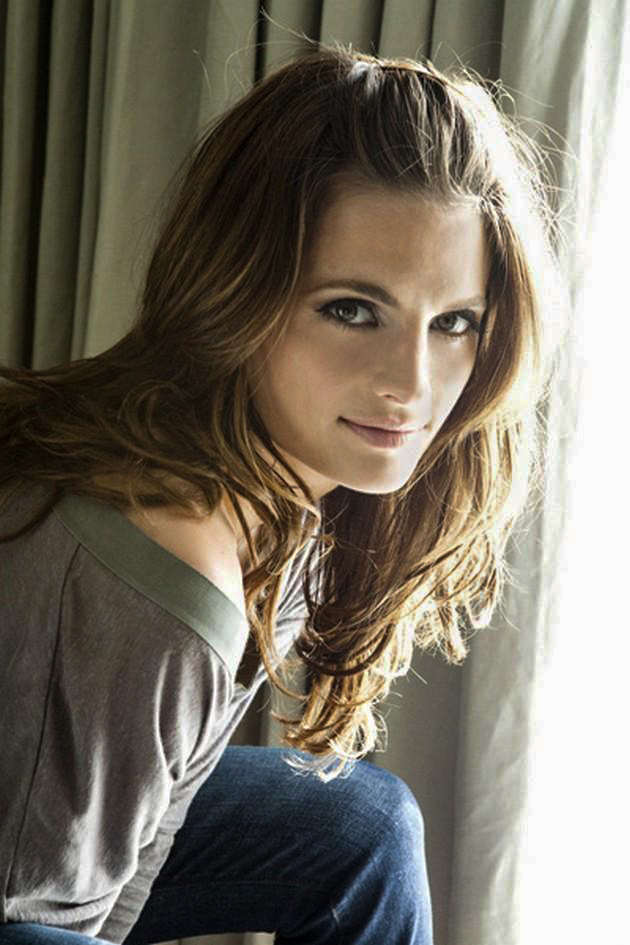
Stana Katić (* 1978)

- 1978: Stana Katić, kanadische Schauspielerin
- 1978: Peter Madsen, dänischer Fußballspieler
- 1979: Michael Balke, deutscher Dirigent
- 1979: Sam Totman Gitarrist und Produzent der Power-Metal-Band DragonForce
- 1979: Sebastian Hinze, deutscher Handballspieler und Handballtrainer
- 1979: Janne Wirman, finnischer Musiker und Keyboarder
- 1979: Ferydoon Zandi, deutscher Fußballspieler
- 1980: Jordana Brewster, US-amerikanisch-brasilianische Schauspielerin
- 1980: Channing Tatum, US-amerikanischer Schauspieler
- 1981: Matthieu Delpierre, französischer Fußballspieler
- 1981: Ms. Dynamite, britische HipHop-Musikerin
- 1981: Caro Emerald, niederländische Pop- und Jazzsängerin
- 1981: Teresa Weißbach, deutsche Schauspielerin

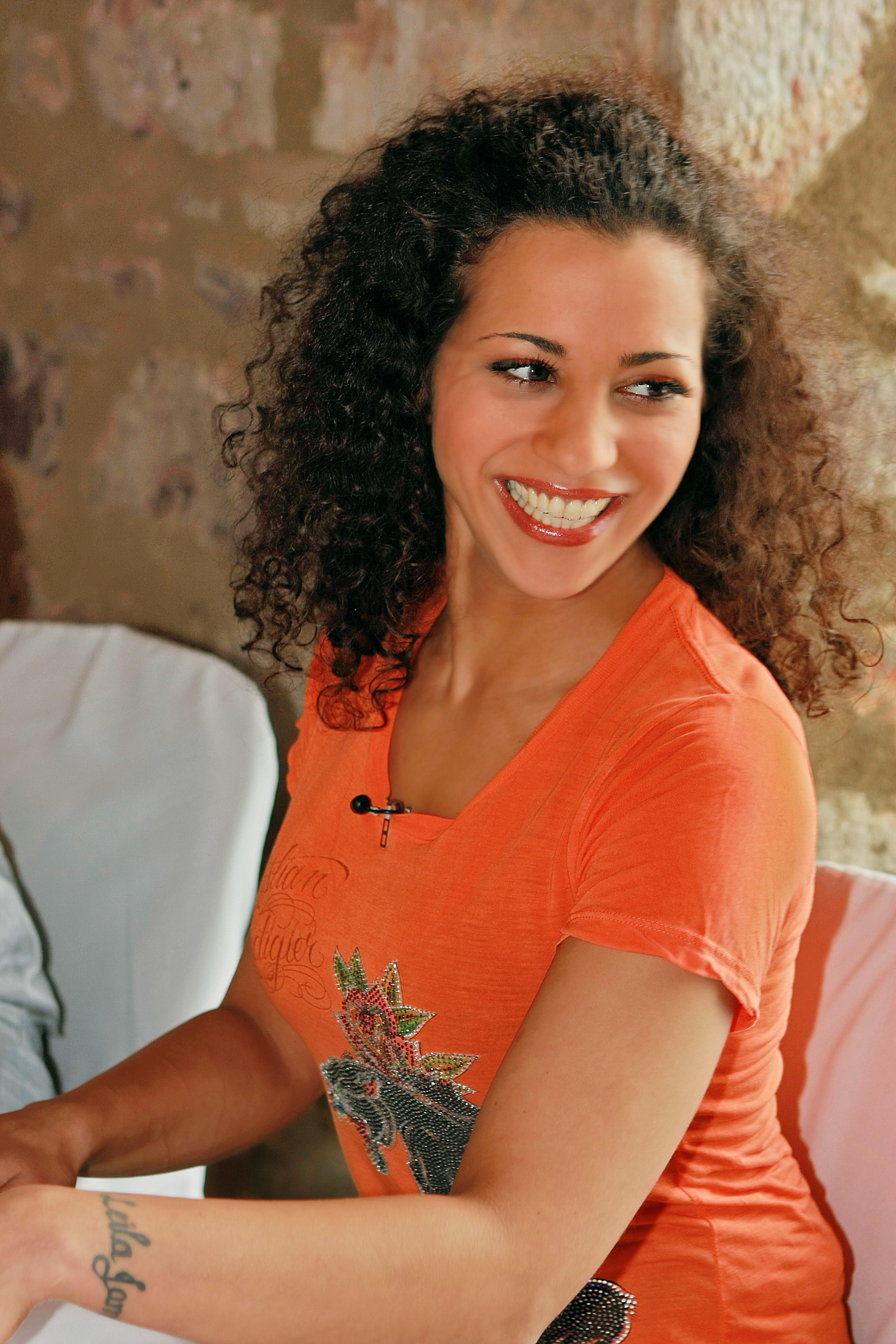
Nadja Benaissa (* 1982)

- 1982: Nadja Benaissa, deutsche Sängerin (No Angels)
- 1982: Amazing Red, puerto-ricanischer Wrestler
- 1983: Olaf Abshagen, deutscher Handballtorwart
- 1983: Adam Gregg, US-amerikanischer Politiker
- 1983: Jessica Lynch, US-amerikanische Soldatin („Kriegsgefangene“ im Dritten Golfkrieg)
- 1984: Jeremy Kittel, US-amerikanischer Geiger, Fiddlespieler, Bratschist und Komponist
- 1984: Gerrit Müller, deutscher Fußballspieler
- 1984: Bastian Riedel, deutscher Handballspieler
- 1984: Emily Wickersham, US-amerikanische Schauspielerin
- 1985: Jure Bogataj, slowenischer Skispringer
- 1985: Annina Braunmiller-Jest, deutsche Schauspielerin und Synchronsprecherin
- 1985: Matthias Forster, deutscher Eishockeyspieler

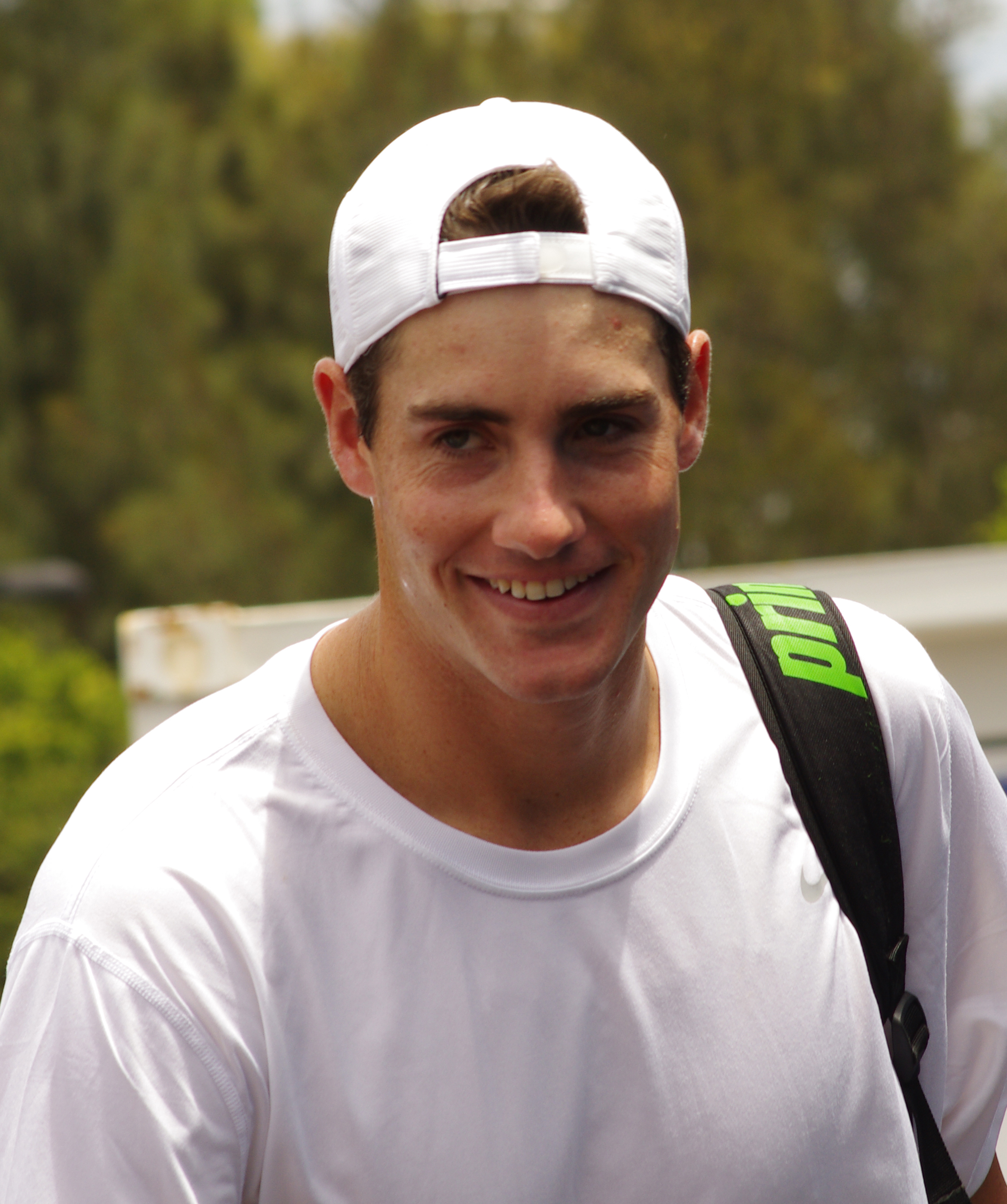
John Isner (* 1985)

- 1985: John Isner, US-amerikanischer Tennisspieler
- 1986: Claudiu Mark Draghici, deutscher Schauspieler
- 1986: Cristina do Rego, deutschbrasilianische Schauspielerin
- 1986: Klaus Thomsen, dänischer Handballspieler
- 1987: Adrian Wöhler, deutscher Handballspieler
- 1988: Amelia Alicia Anscelly, malaysische Badmintonspielerin
- 1988: Rutger Bregman, niederländischer Historiker und Autor
- 1988: Rauf Məmmədov, aserbaidschanischer Schachgroßmeister
- 1988: Oscar Guido Trejo, argentinischer Fußballspieler
- 1989: Almas Äbsejit, kasachischer Billardspieler
- 1990: Luciano Bacheta, britischer Automobilrennfahrer
- 1994: Daniil Kwjat, russischer Automobilrennfahrer
- 1995: Christian M'Billi-Assomo, französischer Boxer
- 1996: Jordan Siebatcheu, US-amerikanischer Fußballspieler
- 1996: Alexander Ursenbacher, Schweizer Snookerspieler
- 1997: Amber Midthunder, US-amerikanische Schauspielerin
- 1998: Emily Vogel, deutsche Handballspielerin
- 1998: Jan-Krzysztof Duda, polnischer Schachgroßmeister
- 1999: Ahmet Gürleyen, deutscher Fußballspieler

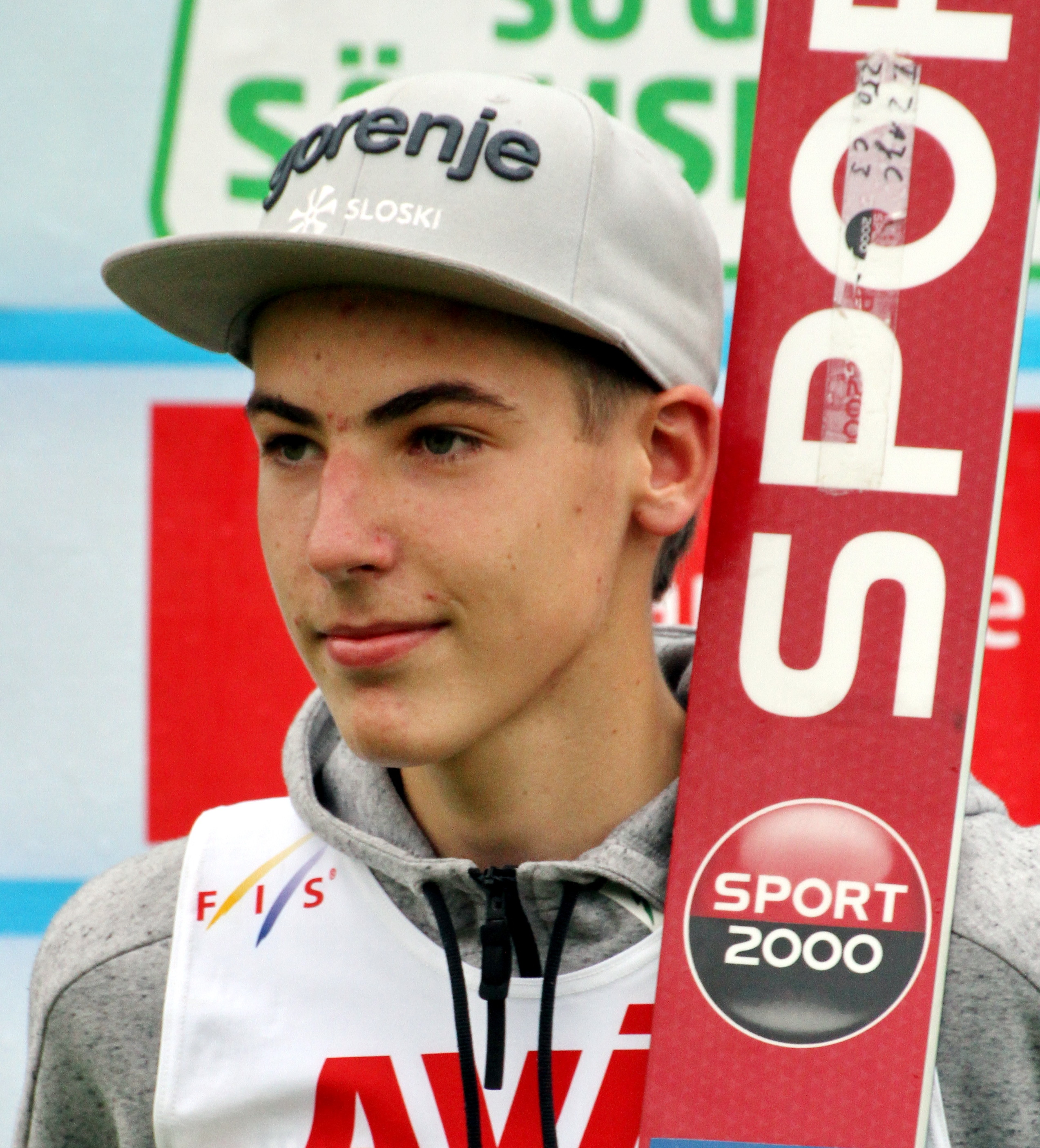
Timi Zajc (* 2000)

- 2000: Timi Zajc, slowenischer Skispringer

### 21. Jahrhundert
- 2001: Thiago Almada, argentinischer Fußballspieler
- 2001: Alessio Martinelli, italienischer Radrennfahrer
- 2001: Kévin Vauquelin, französischer Radrennfahrer
- 2002: Lara Wagner, österreichische Biathletin
- 2005: Noah Dettwiler, Schweizer Motorradrennfahrer
- 2006: Kamila Walijewa, russische Eiskunstläuferin

## Gestorben

### Vor dem 19. Jahrhundert
- 0757: Stephan II., Papst (752–757)
- 0911: Wilfried II. Borrell, Graf von Barcelona, Girona und Osona
- 0924: Glismut, Mutter des ostfränkischen Königs Konrad I.
- 1192: Go-Shirakawa, 77. Kaiser von Japan (1155–1158)
- 1196: Alfons II., König von Aragón 1162–1196
- 1211: Robert of Thornham, anglonormannischer Adeliger und Militär
- 1274: Heinrich von Wartenberg, Abt des Klosters St. Gallen
- 1286: Heinrich II. von Finstingen, Erzbischof von Trier
- 1324: Johann Wulfing von Schlackenwerth, Bischof von Brixen und Fürstbischof von Bamberg und Freising
- 1366: Simon Islip, Erzbischof von Canterbury und Lordsiegelbewahrer
- 1393: Dietrich von der Schulenburg, Bischof des Bistums Brandenburg und als solcher Fürst des Hochstifts Brandenburg
- 1395: Katharina von Luxemburg, Herzogin von Österreich und Markgräfin von Brandenburg
- 1396: Stefan von Perm, Bischof von Klein-Perm und Apostel der Syrjänen

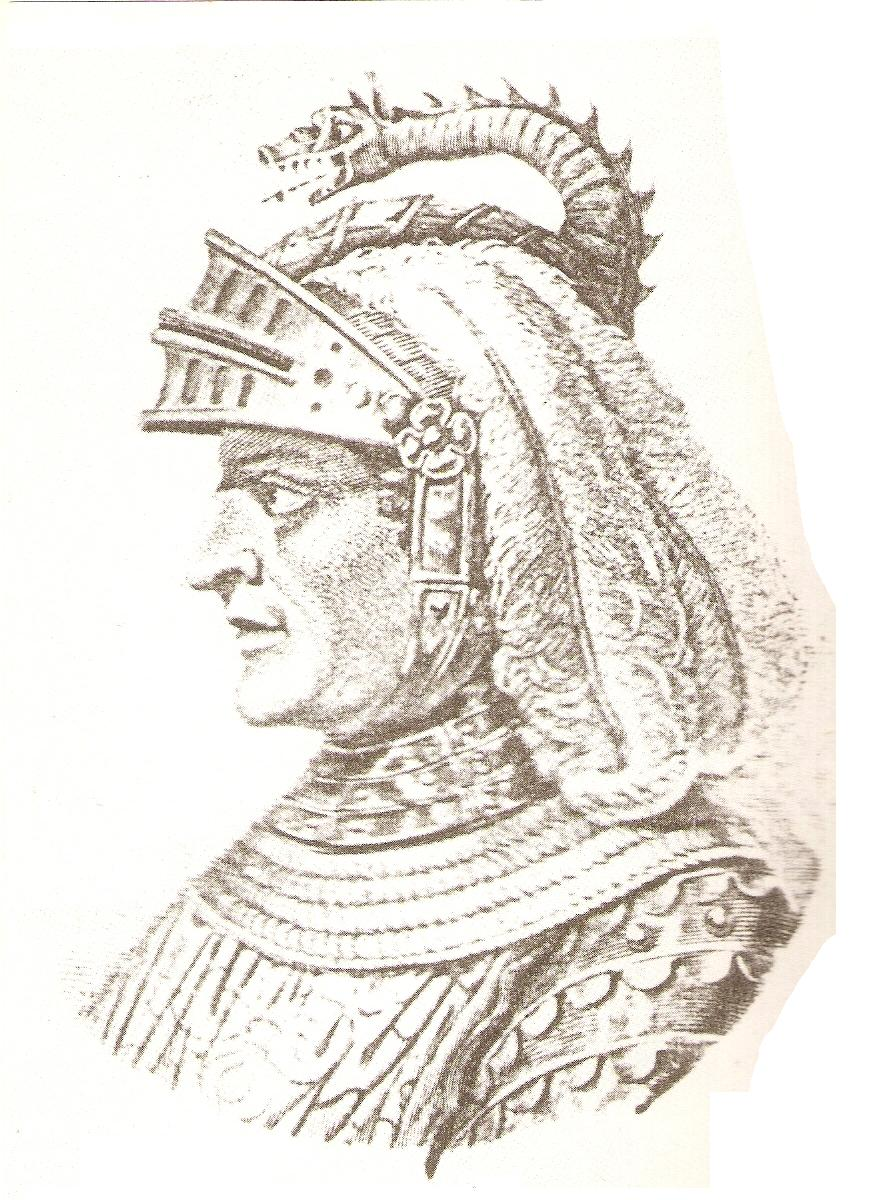
Alberico da Barbiano

- 1409: Alberico da Barbiano, italienischer Condottiere
- 1410: Johann Münch von Landskron, Bischof von Konstanz
- 1433: Hermann Westphal, Ratsherr der Hansestadt Hamburg
- 1444: Robert Campin, flämischer Maler
- 1476: Simonetta Vespucci, Künstlermuse und Geliebte von Giuliano di Piero de’ Medici

Giuliano di Piero de’ Medici († 1478)

- 1478: Giuliano di Piero de’ Medici, Mitregent seines Bruders Lorenzo il Magnifico, Opfer der Pazzi-Verschwörung
- 1478: Francesco de’ Pazzi, führender Pazzi-Verschwörer
- 1478: Jacopo de' Pazzi, florentinischer Bankier, führender Pazzi-Verschwörer
- 1478: Francesco Salviati, Erzbischof von Pisa, führender Pazzi-Verschwörer
- 1489: Ashikaga Yoshihisa, japanischer Shogun
- 1504: Sophie von Pommern, Herzogin von Mecklenburg
- 1508: Georg Zingel, deutscher katholischer Theologe
- 1526: Nikolaus Jagenteufel, deutscher lutherischer Theologe und Pädagoge
- 1538: Rodrigo Orgóñez, spanischer Konquistador
- 1624: Jan Jacobsz Bal Huydecoper van Wieringen, niederländischer Politiker
- 1660: Elisabeth Charlotte von der Pfalz, Kurfürstin von Brandenburg
- 1686: Magnus Gabriel De la Gardie, schwedischer Feldherr und Staatsmann
- 1700: Johann Wolfgang Frölicher, eidgenössischer Architekt und Bildhauer
- 1717: Samuel Bellamy, englischer Pirat
- 1717: Christian II., Pfalzgraf und Herzog von Pfalz-Zweibrücken-Birkenfeld
- 1718: Maria Eleonore von Dernbach, Gräfin der Herrschaft Wiesentheid
- 1718: Henry Tew, Vizegouverneur der Colony of Rhode Island and Providence Plantations
- 1721: Karl Arnd, deutscher lutherischer Theologe
- 1726: Jeremy Collier, englischer Geistlicher
- 1726: Johann Bernhard Friese, deutscher Rechtswissenschaftler
- 1739: Johann Michael Prunner, österreichischer Architekt
- 1744: Domenico Sarro, neapolitanischer Komponist
- 1765: Johann Michael Zink, deutscher Maler und Musiker
- 1767: Peter Heel, deutscher Bildhauer
- 1774: Martin Kröncke, deutscher Münzmeister
- 1776: Wilhelmine von Hessen-Darmstadt, erste Gattin des russischen Zaren Paul
- 1779: Eleazar de Mauvillon, deutsch-französischer Schriftsteller, Historiker und Hochschullehrer
- 1785: Karl Siegmund von Seckendorff, deutscher Dichter, Komponist, Schauspieler, Sänger und Regisseur

### 19. Jahrhundert
- 1802: Heinrich XXX., Graf Reuß zu Gera
- 1806: Wenzel Bernard Ambrozy, böhmischer Historienmaler
- 1808: Jean-Baptiste Pillement, französischer Maler und Graphiker
- 1809: Bernhard Schott, deutscher Musiker und Musikverleger
- 1812: Friedrich Henneberg, braunschweigischer Staatsmann
- 1815: Carsten Niebuhr, deutsch-dänischer Mathematiker, Kartograf und Forschungsreisender
- 1820: Christian Zais, deutscher Architekt sowie nassauischer Baubeamter und Stadtplaner
- 1827: János Bihari, ungarischer Komponist („Zigeunergeiger“)
- 1840: Georg Gottfried Rudolph, deutscher Diener und Privatsekretär von Friedrich Schiller
- 1842: Georg Andreas Reimer, deutscher Verleger
- 1843: Kagawa Kageki, japanischer Tanka-Dichter
- 1848: Johan Thomas Lundbye, dänischer Maler
- 1860: António José de Sousa Manoel de Menezes Severim de Noronha, portugiesischer Staatsmann und General
- 1863: Auguste Charlotte von Kielmannsegge, geheime Agentin Napoleons
- 1864: Auguste Ferdinande, Erzherzogin von Österreich und Prinzessin der Toskana

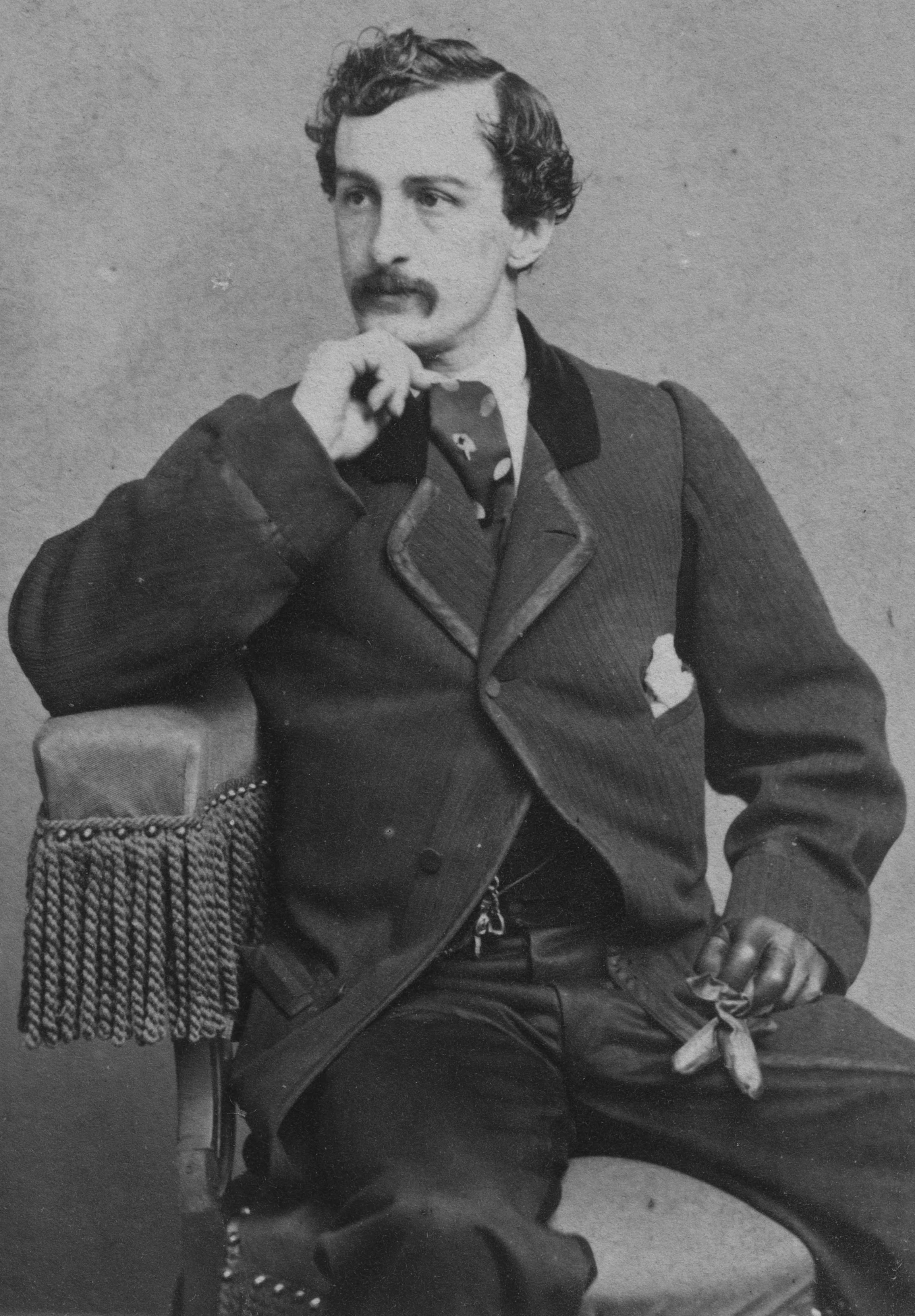
John Wilkes Booth († 1865)

- 1865: John Wilkes Booth, US-amerikanischer Theaterschauspieler und Mörder Abraham Lincolns
- 1866: Friedrich Meurer, deutscher Pharmakologe und Mediziner
- 1868: Oswald Galle, Maler
- 1868: Vinzenz Sultzer, französische Ordensschwester und Generaloberin
- 1869: Franz Michael Felder, österreichischer Schriftsteller
- 1871: Ludwig Franz Alexander Winther, deutscher Pathologe und Ophthalmologe
- 1877: Louise Bertin, französische Komponistin
- 1877: Antonio Corazzi, italienisch-polnischer Architekt
- 1879: Max Maerz, deutscher Orgelbauer
- 1886: Elise Flindt, Theaterschauspielerin
- 1897: Christoph Ludwig Goll, deutscher Orgelbauer
- 1897: Roberto Stagno, italienischer Operntenor
- 1899: Dragotin Kette, slowenischer Schriftsteller
- 1900: Alexandra von Oldenburg, deutsche Prinzessin, Großfürstin von Russland und Nonne

### 20. Jahrhundert

#### 1901–1950

Malwida von Meysenbug († 1903)

- 1902: Lazarus Fuchs, deutscher Mathematiker
- 1903: Malwida von Meysenbug, deutsche Schriftstellerin, erste Frau, die für den Literaturnobelpreis nominiert wurde
- 1907: Joseph Hellmesberger jun., österreichischer Komponist, Geiger und Dirigent
- 1908: Karl August Möbius, Zoologe und Ökologe
- 1910: August Ammann, deutscher Dichter, Schriftsteller und Gymnasiallehrer

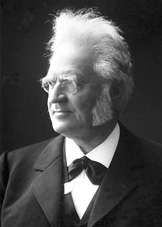
Bjørnstjerne Bjørnson († 1910)

- 1910: Bjørnstjerne Bjørnson, norwegischer Dichter und Politiker, Nobelpreisträger
- 1910: Garretson W. Gibson, US-amerikanisch-liberianischer Theologe und Politiker, Innenminister und Staatspräsident von Liberia
- 1914: Eduard Suess, österreichischer Geologe und Politiker
- 1915: John Bunny, US-amerikanischer Schauspieler
- 1915: Ernst Meumann, deutscher Experimentalpsychologe
- 1918: Cecil Coles, schottischer Komponist
- 1920: Friedrich Imhoof-Blumer, Schweizer Numismatiker
- 1920: Srinivasa Ramanujan, indischer Mathematiker
- 1922: Rudolf Jung, deutscher Historiker und Archivar
- 1924: Josef Labor, österreichischer Pianist und Komponist
- 1927: Eugen Gradmann, deutscher Pfarrer und Landeskundler
- 1928: Percy Shelley Anneke, US-amerikanischer Unternehmer
- 1930: Olga Prager, österreichische Malerin
- 1930: Aḥmad Taimūr Pascha, ägyptischer Gelehrter
- 1931: Axel Holst, norwegischer Arzt
- 1931: George Herbert Mead, US-amerikanischer Philosoph und Psychologe
- 1934: Broncia Koller-Pinell, österreichische Malerin der Wiener Moderne
- 1934: Konstantin Konstantinowitsch Waginow, russischer Dichter
- 1938: Rafael Arnáiz Barón, Trappist, Mystiker
- 1939: Louis Brisset, französischer Komponist

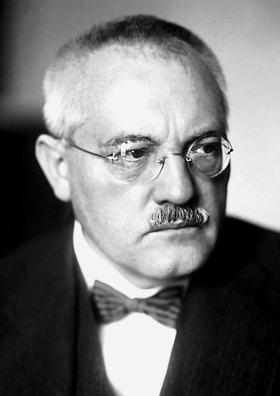
Carl Bosch († 1940)

- 1940: Carl Bosch, deutscher Chemiker, Techniker und Industrieller, Wehrwirtschaftsführer, Nobelpreisträger
- 1941: Eufemia von Adlersfeld-Ballestrem, deutsche Schriftstellerin

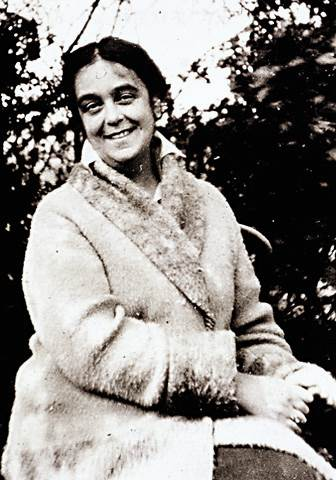
Käthe Loewenthal (1942)

- 1942: Käthe Loewenthal, deutsche Malerin der Moderne und NS-Opfer
- 1943: Johannes Wüsten, bildender Künstler und Schriftsteller
- 1944: Gaston Giran, französischer Ruderer
- 1945: Albert Arnheiter, deutscher Ruderer
- 1945: Kaspar Aßhoff, deutscher Verbandsfunktionär
- 1945: Dietrich von Jagow, deutscher Gesandter in Ungarn und SA-General
- 1945: Pawlo Skoropadskyj, ukrainischer Politiker
- 1945: Paul Ritterbusch, deutscher Jurist und Wissenschaftsfunktionär
- 1946: Hermann Graf Keyserling, deutscher Philosoph

#### 1951–2000
- 1951: Otto Bäurle, deutscher Leichtathlet
- 1951: John Alden Carpenter, US-amerikanischer Komponist

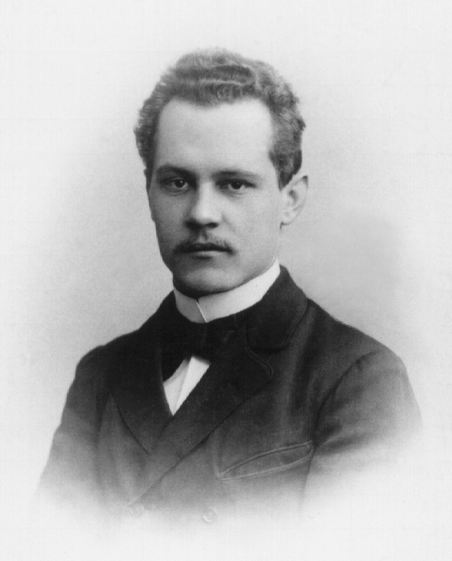
Arnold Sommerfeld († 1951)

- 1951: Arnold Sommerfeld, deutscher mathematischer Physiker
- 1952: Jan van der Hoeve, niederländischer Augenarzt
- 1953: Gheorghe Brătianu, rumänischer Politiker und Historiker
- 1955: Heinrich Mohn, deutscher Verleger (Bertelsmann)
- 1956: Edward Arnold, US-amerikanischer Schauspieler deutscher Abstammung
- 1956: Gustav Oelsner, deutscher Architekt und Städteplaner
- 1958: Kurt Absolon, österreichischer Maler und Grafiker
- 1959: Lucien Desvaux, französischer Automobilrennfahrer
- 1959: Franz Dörfel, österreichischer Wirtschaftswissenschaftler
- 1960: Wander Johannes de Haas, niederländischer Physiker und Mathematiker
- 1960: Wolfgang Müller, deutscher Schauspieler und Kabarettist
- 1963: Philip James „Phil“ Welch, US-amerikanischer Politiker
- 1964: E. J. Pratt, kanadischer Schriftsteller, Hochschullehrer und Kritiker
- 1965: Karl Brunner, österreichischer Anglist
- 1965: Richard Gaettens, deutscher Numismatiker

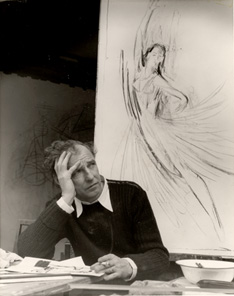
Wilhelm Heiner († 1965)

- 1965: Wilhelm Heiner, deutscher Bildhauer, Maler und Grafiker
- 1967: Walter Lütgehetmann, deutscher Karambolagespieler, Welt- und Europameister
- 1968: John Heartfield, deutscher Maler und Graphiker, Dadaist, Fotomontagekünstler und Bühnenbildner
- 1968: Karl Preisendanz, deutscher Altphilologe, Papyrologe und Bibliothekar
- 1969: Ueshiba Morihei, japanischer Begründer der Kampfkunst Aikidō
- 1970: John Knittel, Schweizer Schriftsteller
- 1972: Johann Reichhart, letzter Scharfrichter Deutschlands
- 1972: Heinrich Vedder, deutscher evangelischer Missionar, Sprachforscher und Ethnologe
- 1973: Dora Maaßen, deutsche Bildhauerin
- 1973: Irene Ryan, US-amerikanische Schauspielerin
- 1975: Heinz Beyer, deutscher Ruderer
- 1975: Karl Wagler, sächsischer Stillleben- und Landschaftsmaler
- 1976: Stella Arbenina, russische Schauspielerin
- 1976: Margaret Bonds, US-amerikanische Komponistin und Pianistin
- 1976: François Brassard, kanadischer Musikethnologe und Organist
- 1976: Andrei Antonowitsch Gretschko, Marschall der Sowjetunion und Politiker
- 1976: Sidney James, südafrikanischer Schauspieler
- 1977: Charles Arthur Anderson, US-amerikanischer Politiker
- 1979: Julia Bell, britische Humangenetikerin
- 1981: Jim Davis, US-amerikanischer Schauspieler
- 1983: Norbert Sprongl, österreichischer Komponist
- 1984: Barry Gray, britischer Musiker und Komponist
- 1984: Count Basie, führender Jazz-Pianist, Organist und Bandleader

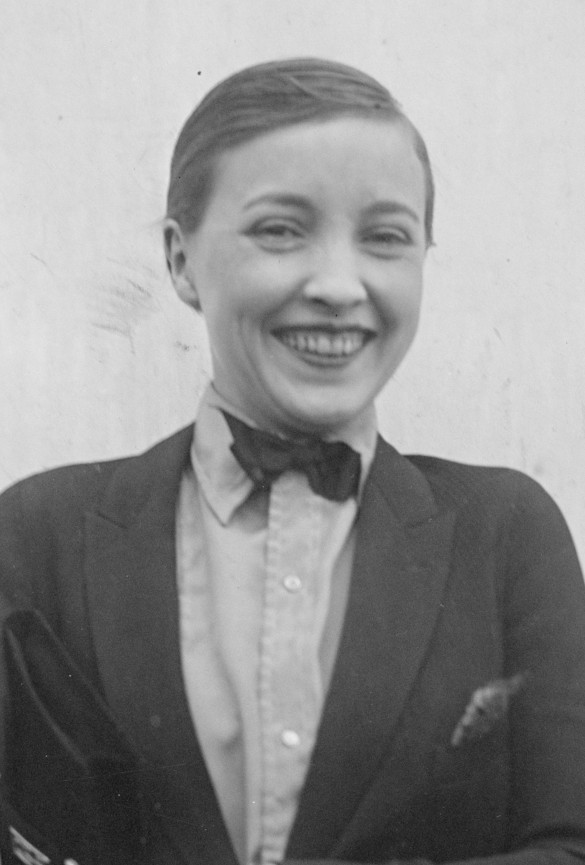
Bessie Love († 1986)

- 1986: Bessie Love, US-amerikanische Schauspielerin
- 1986: Hermann Gmeiner, österreichischer Pädagoge und Gründer der SOS-Kinderdörfer
- 1986: Lou van Burg, niederländisch-deutscher Showmaster und Entertainer
- 1989: Lucille Ball, US-amerikanische Schauspielerin
- 1991: Richard Bennett Hatfield, kanadischer Politiker
- 1991: Carmine Coppola, US-amerikanischer Musiker und Komponist
- 1991: Walter Reder, österreichischer SS-Sturmbannführer und Kriegsverbrecher
- 1994: Ōyama Masutatsu, Begründer des Karatekampfstils Kyokunshinkai
- 1995: Egon Franke, deutscher Politiker
- 1996: Rolf Berndt, deutscher Philologe, Anglist und Hochschullehrer
- 1996: Wolfgang Franz, deutscher Mathematiker
- 1996: Stirling Silliphant, US-amerikanischer Drehbuchautor
- 1999: Man Mohan Adhikari, nepalesischer Politiker und Präsident
- 1999: Walter Reichert, deutscher Motorradrennfahrer
- 2000: Joseph Bourdon, französischer Automobilrennfahrer
- 2000: Joachim Kemmer, deutscher Schauspieler, Kabarettist und Synchronsprecher

### 21. Jahrhundert
- 2003. Hans Emanuel Tütsch, Schweizer Journalist und Auslandskorrespondent
- 2004: Kurt Dossin, deutscher Handballspieler
- 2004: Hubert Selby, US-amerikanischer Schriftsteller
- 2004: Franz Staab, deutscher Historiker
- 2005: Mason Adams, US-amerikanischer Schauspieler
- 2005: Georges Anderla, französischer Wirtschaftswissenschaftler und Statistiker
- 2005: Elisabeth Domitien, zentralafrikanische Politikerin, Premierministerin
- 2005: Josef Nesvadba, tschechischer Schriftsteller

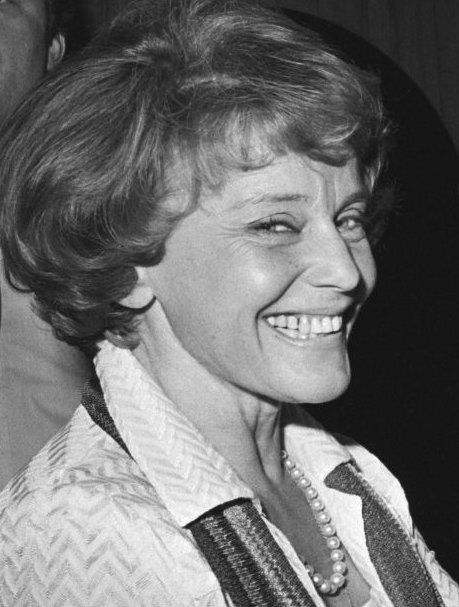
Maria Schell († 2005)

- 2005: Maria Schell, schweizerisch-österreichische Schauspielerin
- 2006: Oskar Marczy, deutscher Politiker, MdL, Sport- und Vertriebenenfunktionär
- 2007: Frank Jürgen Krüger, deutscher Rockmusiker
- 2008: Henry Brant, US-amerikanischer Komponist
- 2009: Salamo Arouch, griechisch-israelischer Boxer
- 2012: Helmut Jedele, deutscher Filmproduzent
- 2012ː Helga Kõrge, Glaskünstlerin und Designerin aus Estland
- 2012: Ardian Klosi, albanischer Publizist
- 2012: Terry Spinks, britischer Boxer
- 2013: George Jones, US-amerikanischer Country-Musiker
- 2015: Maurice Fellous, französischer Kameramann
- 2015: Wolfgang Sauer, deutscher Sänger und Musiker
- 2016: Arne Elsholtz, deutscher Synchronsprecher und -Regisseur
- 2016: Peter Propping, deutscher Humangenetiker
- 2016ː Ursula Walk, erste deutsche Computerprogrammiererin
- 2017: Jonathan Demme, US-amerikanischer Filmregisseur
- 2017: Andreas von der Meden, deutscher Schauspieler, Synchron- und Hörspielsprecher
- 2018: Gerhard Müller, deutscher Jurist
- 2018: Gianfranco Parolini, italienischer Filmregisseur
- 2018: Wolfgang Zapf, deutscher Soziologe
- 2019: Ellen Schwiers, deutsche Schauspielerin
- 2020: Otto Mellies, deutscher Schauspieler und Synchronsprecher
- 2020: Marcel Ospel, Schweizer Bankmanager
- 2021: Nina Gladitz, deutsche Dokumentarfilmregisseurin
- 2021: Amelia Louer, niederländische Leichtathletin
- 2021: Tamara Press, sowjetische Kugelstoßerin und Diskuswerferin
- 2021: Pam Seaborne, britische Hürdenläuferin
- 2022: Jürgen Czwienk, deutscher Autor, Drehbuchautor und Regisseur
- 2022: İsmail Ogan, türkischer Ringer
- 2022: Klaus Schulze, deutscher Komponist und Musikproduzent
- 2023: Cilia van Dijk, niederländische Filmproduzentin
- 2023: Stina Rautelin, finnlandschwedische Schauspielerin

## Feier- und Gedenktage
- Gedenktag
  - Tertullian, nordafrikanischer Theologe (evangelisch)
  - Hl. Rafael Arnáiz Barón, spanischer Adeliger, Trappist und Mystiker (katholisch)
- Gedenktage internationaler Organisationen
  - Welttag des geistigen Eigentums (UNO)

Weitere Einträge enthält die Liste von Gedenk- und Aktionstagen.